# Scuola militare "Nunziatella"
La Scuola militare "Nunziatella" di Napoli, fondata il 18 novembre 1787 come Reale accademia militare, è uno dei più antichi istituti di formazione militare d'Italia e del mondo. Ha sede a Pizzofalcone in un antico edificio costruito nel 1588, già sede del Noviziato dei Gesuiti, che con l'adiacente Chiesa della Santissima Annunziata costituisce un complesso architettonico monumentale della città di Napoli.
Situata in via Generale Parisi 16, è stata fin dalle origini luogo di elevata formazione militare e civile e ha avuto tra i suoi professori e alunni personalità del calibro di Giustino Fortunato, Francesco de Sanctis, Mariano d'Ayala, Carlo Pisacane, Pasquale Baffi, Guglielmo Pepe, Enrico Cosenz, Amedeo di Savoia-Aosta e Vittorio Emanuele III re d'Italia.
Tra i tanti ex allievi di prestigio figurano personaggi che hanno ricoperto i più alti gradi di varie forze armate, tra cui un capo del Comitato militare dell'Unione europea, due capi di stato maggiore generale, sei dell'Esercito, due della Marina, uno dell'Aeronautica, tre comandanti generali della Guardia di finanza (nonché quattro vicecomandanti), tre comandanti generali dell'Arma dei carabinieri (nonché diciotto vicecomandanti) e cinque direttori generali dei servizi di informazione (nonché quattro vicedirettori). Per quanto riguarda gli ex-allievi civili, sono da ricordare quattro presidenti del consiglio, 18 ministri, 1 viceministro, 14 senatori e 15 deputati del Regno delle Due Sicilie, del Regno d'Italia, della Repubblica Italiana e dell'Albania, un presidente della Corte Costituzionale, due membri del consiglio di Stato, nonché esponenti di assoluto rilievo del mondo culturale, politico e professionale italiano e internazionale, tra cui un candidato al Premio Nobel, un vincitore del prestigioso premio Sonning, assegnato ai più grandi intellettuali europei, uno del Premio Oscar, uno del Premio internazionale Simón Bolívar, attribuito dall'UNESCO ed uno del Concorso ippico internazionale "Piazza di Siena", nonché atleta olimpico.
La bandiera della scuola è decorata da una medaglia di bronzo al valore dell'Esercito e da una croce d'oro al merito dell'Arma dei carabinieri. I suoi ex allievi hanno meritato 123 croci dell'Ordine militare d'Italia, 38 medaglie d'oro, 490 medaglie d'argento e 414 medaglie di bronzo al valor militare, due medaglie d'oro ed una di bronzo al valor civile e numerosi altri riconoscimenti al valore. Altri 95 hanno ricevuto decorazioni durante il periodo borbonico e 67 sono decorati dell'Ordine al merito della Repubblica italiana. Tre ex allievi sono stati decorati della Legion of merit e tre della Legion d'honneur napoleonica ed uno della Distinguished Service Cross, la più alta decorazione al valore concessa dagli U.S.A. a militari non statunitensi.
Per il ruolo svolto negli ultimi tre secoli "nel settore dell'alta formazione, qual motore accademico, sociale ed economico per l'Italia e per tutti i Paesi del Mediterraneo ad essa legati", il 22 febbraio 2012 è stata dichiarata "Patrimonio storico e culturale dei Paesi del Mediterraneo" da parte dell'Assemblea parlamentare del Mediterraneo. La Scuola è inoltre vincitrice del premio Cypraea per la Scienza (1994), del premio Mediterraneo Istituzioni assegnato dalla Fondazione Mediterraneo (2012) e del premio Per sempre scugnizzo (2022). 
Alla Nunziatella hanno dedicato proprie opere artisti nazionali ed internazionali come Gaetano Tanzi, Marco Lodola, Fabio Vettori, Domenico Sepe, Iabo, Mark Kostabi e Milo Manara. Alla Scuola è infine intitolata una vetta del massiccio del Karakorum, conquistata per la prima volta da due ex allievi nel 2014.

## Storia

### Gli istituti militari originatori (1735-1786)
Le origini della Scuola Militare "Nunziatella" risalgono all'opera di riordino delle forze armate del Regno di Napoli, propugnata dallo statista Bernardo Tanucci e messa in atto da Carlo di Borbone. Sotto la sua guida fu infatti individuata per la prima volta la necessità di creare istituti specializzati per la formazione degli ufficiali delle varie armi: tale iniziativa si rendeva necessaria per affrancare il Regno delle Due Sicilie dalla sudditanza nei confronti del Regno di Spagna, governato da Filippo V, padre di Carlo, e per limitare le ambizioni della madre Elisabetta Farnese.

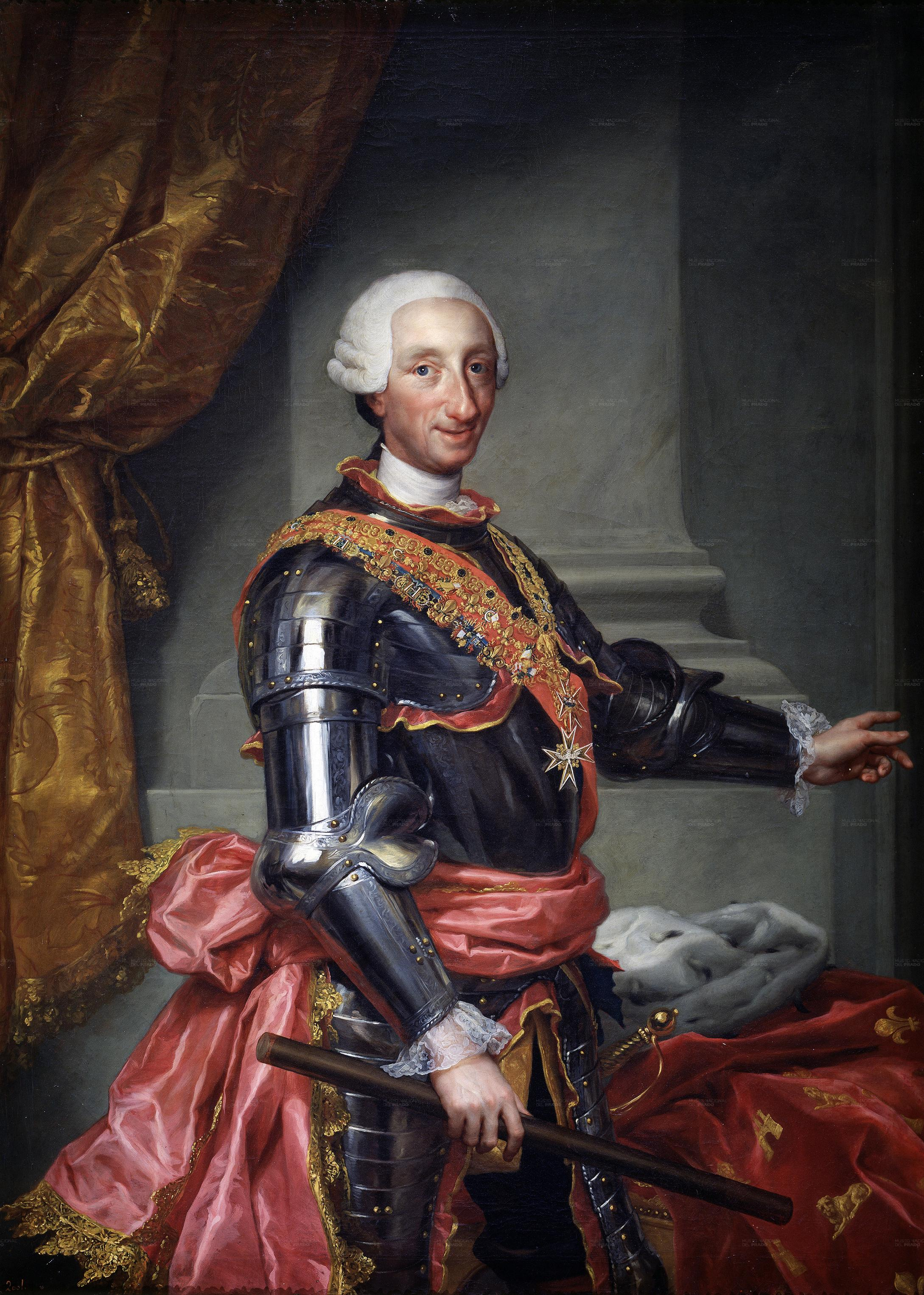
Carlo di Borbone

L'impulso riformatore di Carlo di Borbone portò in primo luogo alla fondazione della Real Academia de los Guardias Estendartes de las Galeras (5 dicembre 1735), deputata alla formazione degli ufficiali di Marina: tale istituto, cui va il primato della più antica Accademia di Marina Militare in Italia, fu inizialmente alloggiato in un edificio della darsena di Napoli, ma poi spostato, dopo soli due mesi, nel palazzo Trotti e nelle immediate vicinanze del palazzo reale di Napoli, presso la chiesa domenicana di Santo Spirito, nell'area successivamente occupata dal palazzo della Prefettura.
Dopo la breve e poco proficua esperienza di una scola militare, posta nel quartiere della Maddalena, fu fondata l'Accademia di Artiglieria (1745), per l'organizzazione della quale fu chiamato il valente matematico Nicola Antonio De Martino, che prestava servizio in Spagna quale segretario d'ambasciata. La nuova Accademia fu installata nel palazzo della Panatica a Santa Lucia, e fornita di un solido programma didattico, sia teorico che pratico: vi si insegnavano infatti matematica, fisica, disegno e scherma, mentre le esercitazioni pratiche venivano effettuate al Molosiglio, alla darsena e al forte di Vigliena. Gli allievi dell'Accademia erano ufficiali e cadetti d'artiglieria, per i quali la frequentazione era obbligatoria; ufficiali e cadetti di altre armi, e nobili che avessero superato un esame d'ingresso, erano altresì ammessi alle lezioni. Conformemente agli orientamenti del tempo, i programmi dell'Accademia erano dichiaratamente focalizzati sulle materie matematiche e scientifiche. Lo stesso Carlo di Borbone, nell'ordinanza per l'istituzione dell'Accademia, scriveva: «Sebbene siasi da noi con altre nostre reali ordinanze ed istruzioni specialmente provveduto a rendere appieno ammaestrati i nostri sudditi sull'onorevole impiego della milizia, pur non di meno in considerando quanto convenga alla conservazione dei nostri Stati, al lustro ed allo splendore delle nostre armi che il corpo della milizia si mantenga ben disciplinato ed istruito eziandio nella matematica, della quale scienza principalmente dipendono i più felici successi delle operazioni della guerra, ci siamo mossi a dare anche a ciò l'opportuno provvedimento».

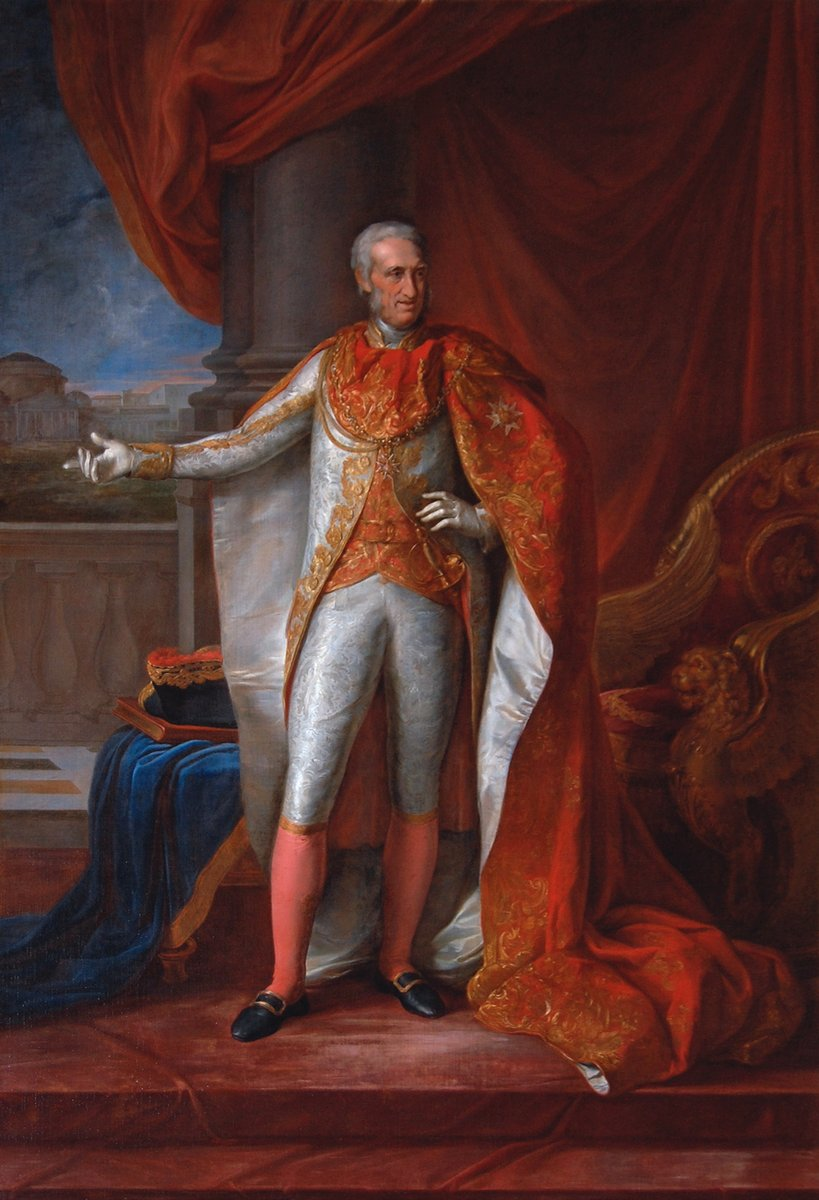
Ferdinando IV di Borbone

L'opera di ampliamento delle basi formative degli ufficiali dell'Esercito continuò con l'istituzione dell'Accademia del Corpo degli ingegneri militari (1754), dedicata agli ufficiali del genio; se da un lato la fondazione della nuova Accademia aggiunse un tassello all'opera di miglioramento delle competenze tecnico-militari degli ufficiali, dall'altro rese evidente la necessità di un contenitore unico che provvedesse organicamente a tale compito. La partenza di Carlo per la Spagna, per salire al trono del Regno alla morte di Filippo V, gli impedì di continuare nel proprio disegno armonizzatore, e rimase dunque responsabilità di Tanucci assistere il giovane re Ferdinando IV di Borbone nella costruzione progressiva di una classe dirigente militare sempre più preparata.

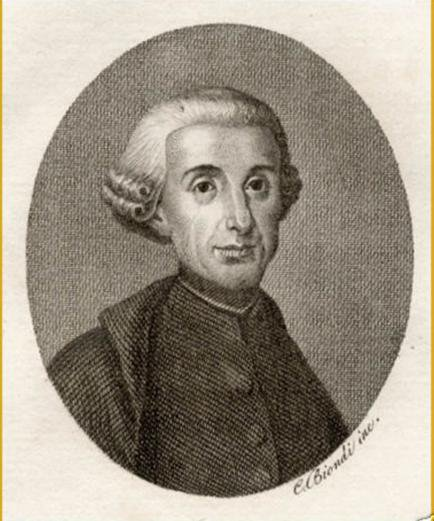
Vito Caravelli

A tale scopo, nel dicembre del 1769 fu emessa una nuova ordinanza, la quale statuì la fusione della Reale accademia di artiglieria con quella del Corpo degli ingegneri nella Reale accademia militare. Il nuovo istituto (sempre con sede nel palazzo della Panatica) aprì i battenti il 1º febbraio 1770, dopo una cerimonia di inaugurazione segnata da un discorso del capitano Alonzo Nini. L'organizzazione dell'istituto, avente una dotazione finanziaria iniziale di duemila ducati l'anno, era simile a quella di un'università, dato che gli allievi vi si recavano unicamente per le lezioni e gli esami. La frequentazione dei corsi, della durata di quattro anni, era obbligatoria per gli ufficiali di artiglieria e del genio stanziati a Napoli. I battaglioni di fanteria, cavalleria e dragoni di stanza a Napoli dovevano inviarvi due ufficiali e due cadetti ciascuno, mentre i reggimenti stanziati altrove mandavano due cadetti cadauno. Il brigadiere Luca Ricci fu nominato comandante, mentre la direzione degli studi fu affidata al famoso matematico e fisico sperimentale Vito Caravelli. Gli allievi superavano due esami l'anno e uno al termine del quadriennio formativo, alla presenza del ministro della guerra. I primi quattro classificati venivano promossi di un grado nei corpi di appartenenza, i secondi quattro ricevevano una medaglia d'oro, tutti gli altri una d'argento. Sebbene il regime degli studi fosse di spessore dal punto di vista delle materie scientifiche, mancava completamente in quelle umanistiche; tale mancanza iniziò ad essere acutamente sentita negli ambienti formativi, e avrebbe portato alla successiva evoluzione della Reale accademia militare.

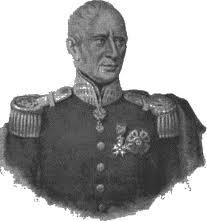
Francesco Pignatelli, principe di Strongoli.

Una volta provveduto alla formazione degli ufficiali già in servizio, l'opera riformatrice si rivolse a quella dei cadetti, vale a dire degli ufficiali in via di formazione. A tale scopo, e per fondare un nuovo corpo che servisse "di vivissima forza tattica né riscontri più difficili della guerra", venne istituito un Corpo scelto dei cadetti, chiamato Battaglione Real Ferdinando (1772). Il comando del Battaglione, alloggiato nei due ex conventi della Croce e della Trinità di Palazzo (area oggi occupata dal palazzo del Principe di Salerno, in piazza del Plebiscito) fu affidato al generale Francesco Pignatelli dei principi di Strongoli, e lo stesso Ferdinando IV di Borbone volle acquisirne il grado di colonnello. Gli allievi, figli di nobili e di ufficiali di grado superiore a capitano, venivano ammessi all'età di otto anni, e proseguivano gli studi per sei anni; le materie oggetto di insegnamento comprendevano matematica e arte militare.
La prima rivista, utile a determinare gli averi mensili degli individui formanti il Battaglione, fu passata dal Sovrano a Portici il 13 gennaio del 1772 e dal relativo documento risulta che il corpo era composto da 270 teste suddivise in dieci compagnie di cadetti. La scala gerarchica del Battaglione prevedeva inoltre un Capitano, un Tenente, un brigadiere e due Sottobrigadieri più un tamburo e un piffero per ogni compagnia..
A Portici, fin dal primo momento, l'edificio più opportuno per la sistemazione dei cadetti fu ritenuto l'ex convento dei Gesuiti (oggi "Scuola Media Statale M. Melloni"), che era stato costruito nel 1629 in conseguenza di una donazione fatta ai religiosi da Maria Bermudez de Castro. Fu l'architetto Carlo Vanvitelli, nel 1771, ad occuparsi per primo di un piano di risistemazione del Quartiere dei Cadetti a Portici. Successivamente, in conseguenza del sensibile aumento del numero dei cadetti, deciso con il Real Ordine del 27 agosto 1774, l'edificio risultò insufficiente per ospitare tutto il corpo e pertanto il Sovrano ordinò ai regi ingegneri Emanuele de Montemajor e Felice Bottiglieri di elaborarne l'ampliamento..
Una volta completato con istituti appositi l'intero percorso di formazione degli ufficiali dal grado di cadetto alla scuola di specializzazione, fu ritenuto opportuno unificare le diverse entità a ciò preposte in una sola entità. Nel settembre 1774 fu dunque deciso di sopprimere la Reale accademia, facendone confluire gli allievi nel Battaglione Real Ferdinando; la nuova istituzione che ne derivò fu denominata Reale accademia del Battaglione Real Ferdinando, che dagli originali 270 cadetti divisi in tre compagnie, passò a 810, divisi in nove compagnie, una di Granatieri e otto di Fucilieri composta ognuna di 90 militi. Nel 1774 gran parte del Battaglione era stabilito ancora a Portici e qui fu periodicamente di stanza fino al 1780. Dalla "Rivista" che il re passò a Portici il 12 ottobre 1774 si rileva che i Cadetti in servizio erano 830 e gli Ufficiali 27 (un Capitano, un Tenente e un Alfiere per ogni compagnia)..
A Napoli gli effettivi dell'Accademia erano distribuiti tra il palazzo della Panatica, dove vennero alloggiati i cadetti più giovani, e i succitati conventi della Croce e della Trinità di Palazzo, che accolsero tutti gli altri. Anche i programmi di studio furono diversificati, al fine di tenere conto delle differenze di età e di preparazione, e videro per la prima volta l'introduzione delle materie umanistiche per i più giovani. L'esame finale era destinato a verificare che gli aspiranti alla nomina ad ufficiale possedessero «la estensione delle teorie di tutte le scienze che sono necessarie a sapersi per intender la ragion di quanto si fa nel mestiere per cui si concorre e le teorie del mestiere medesimo; la franchezza delle facoltà intellettuali, che son precise per sapersi ben condurre nei dati casi; e finalmente i gradi di invenzione per saper ritrovare quanto occorra nel mestiere». La nuova istituzione si dimostrò rapidamente una valida fonte di ufficiali, suscitando un apprezzamento sempre più manifesto e pubblico da parte del sovrano. Tuttavia nell'aprile 1755 il generale Pignatelli fu costretto a informare il re, con dovizia di prove, dell'esistenza di una loggia massonica tra gli allievi: tale scoperta fu origine di un profondo dissidio tra Ferdinando IV e la moglie Maria Carolina d'Asburgo-Lorena, la quale era notoriamente protettrice del movimento massonico a Napoli. Coerentemente con la gravità dei fatti, furono presi seri provvedimenti nei confronti di quanti fossero coinvolti.

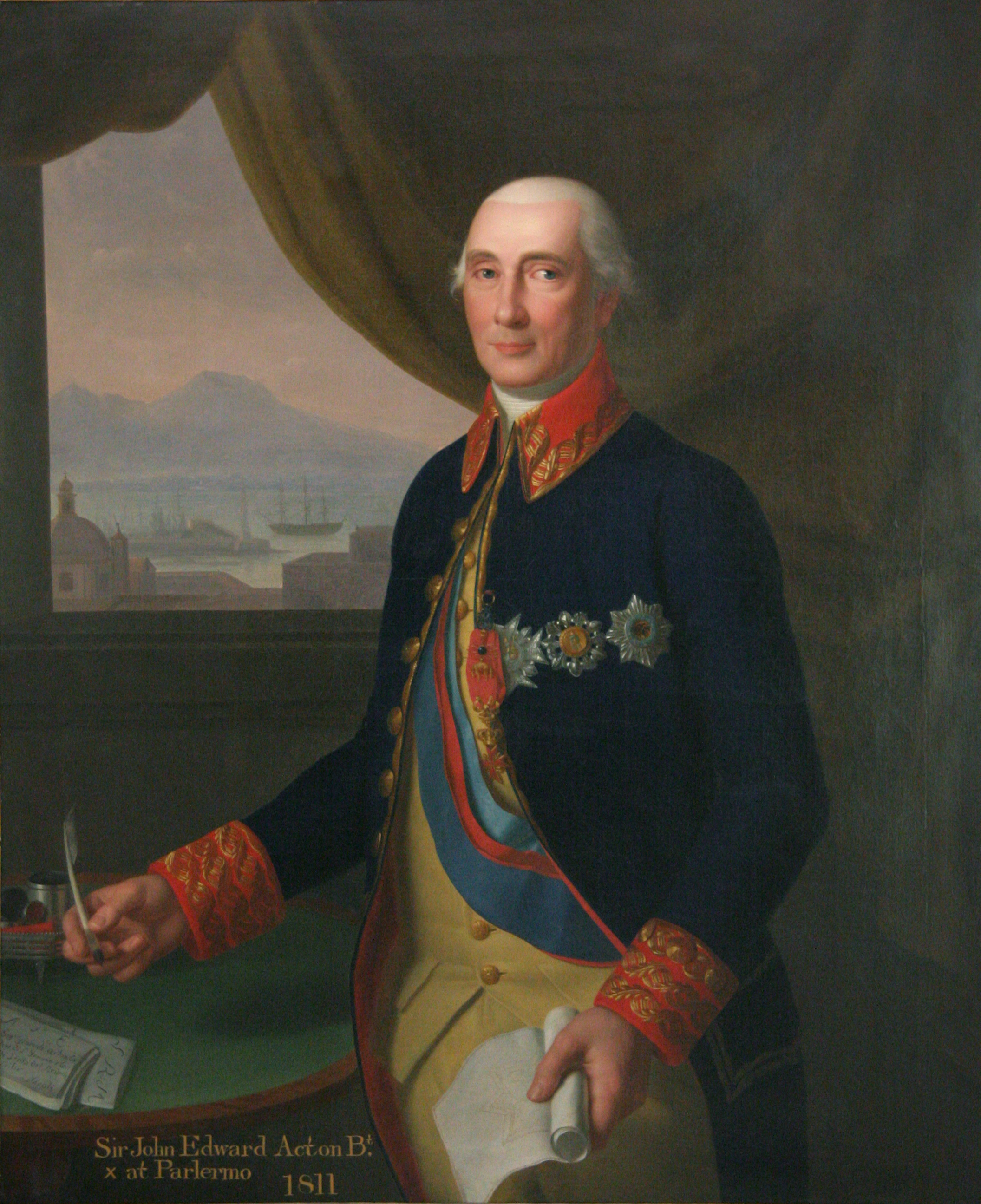
Sir John Acton

Una nuova evoluzione dell'approccio formativo ai quadri ufficiali si ebbe conseguentemente alla caduta di Tanucci dopo molti anni di servizio presso la corte borbonica. L'influenza della regina Maria Carolina fu determinante per l'arrivo dell'ammiraglio inglese John Acton, che assunse dapprima l'incarico di ministro della Marina, e successivamente, a fronte dell'inerzia del marchese della Sambuca, anche quella di primo ministro. Acton avviò un processo di rinnovamento che consentisse di rinforzare notevolmente la dirittura etico-morale degli ufficiali, in modo che essi potessero funzionare come esempio per il resto della popolazione. Rendendosi inoltre conto della necessità di aggiornare l'iter di formazione, coerentemente all'evoluzione della dottrina militare, fu l'artefice di una decisione storica: costituì infatti un piccolo gruppo di ufficiali, cui diede l'incarico di visitare gli istituti di formazione militare dei diversi paesi europei, e di trarre da essi tutti gli aspetti organizzativi, formativi e pratici, che servissero a costruire un'Accademia di tipo completamente nuovo. In tale gruppo fu incluso anche un giovane tenente del genio, di nome Giuseppe Parisi. Tale scelta si rivelò particolarmente felice, in quanto proprio grazie alle dettagliate relazioni di Parisi prima, e alla sua opera in prima persona poi, sarebbe nata la Nunziatella. Durante il periodo all'estero, e specificamente in Austria, egli ebbe modo di farsi apprezzare dall'imperatore Giuseppe II d'Asburgo-Lorena, nonché dal Cancelliere dell'Impero Wenzel Anton von Kaunitz-Rietberg, che spesso lo invitò a pranzo insieme a Pietro Metastasio. La sua capacità di inserirsi nell'ambiente della corte austriaca lo portò persino a ricevere l'invito insistente da parte dell'imperatore a restarvi in qualità di maggiore di campagna. Rifiutato l'incarico, Parisi rientrò in patria nel 1785, dove fu promosso al grado di maggiore e iniziò a stendere il piano per la fondazione della nuova Accademia.
Lungi dall'essere semplicemente la riproposizione in chiave locale dell'organizzazione e dei metodi di istruzione osservati all'estero, il progetto di Parisi conteneva elementi di forte originalità, che avrebbero caratterizzato la Nunziatella e ne avrebbero determinato l'unicità del modello educativo. Contrariamente ad altri istituti di formazione militare, fu statuito che la formazione di tipo bellico fosse fortemente interconnessa a quella civile, e dunque si procedesse alla formazione non solo di ottimi ufficiali, ma anche di ottimi cittadini.

### La fondazione dell'Accademia (1787)

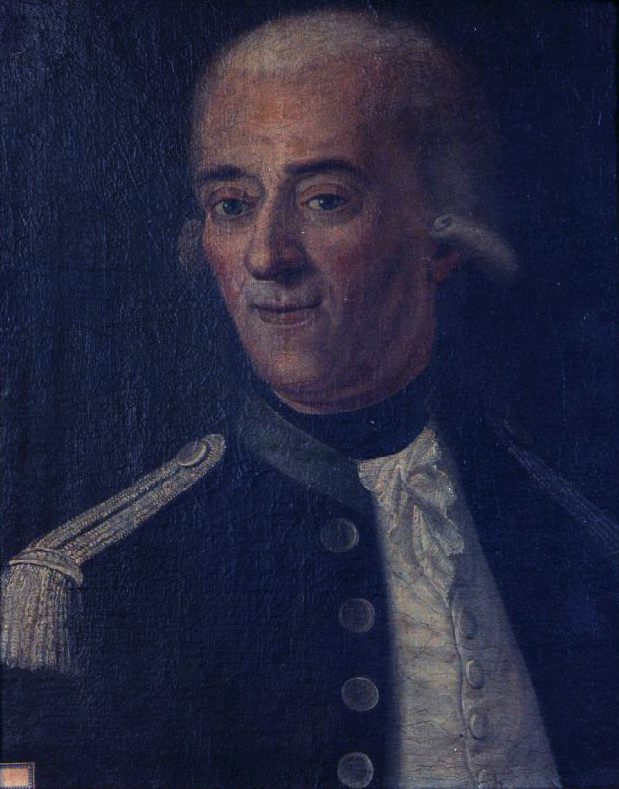
Giuseppe Parisi

Nel tracciare l'organizzazione e il piano di studi della nuova istituzione, Parisi propose di abbandonare i vecchi edifici della Panatica e i conventi di largo di Palazzo dove i cadetti erano stati alloggiati fino a quel momento, e di individuare una nuova sede. La scelta cadde sull'antico noviziato gesuitico di Pizzofalcone, edificio di grandi dimensioni che poteva essere adattato rapidamente alle esigenze del caso. Il complesso era stato costruito grazie alle generose donazioni delle nobildonne Anna Mendoza, marchesa di Valle Siciliana e contessa di Sant'Angelo dei Lombardi, e Delia Sanseverino, contessa di Briatico. Il noviziato era stato inaugurato l'8 settembre 1587, e aveva accolto i seminaristi precedentemente alloggiati nel noviziato di Nola. Assieme al palazzo, era stata loro donata l'annessa chiesa della Nunziatella, gioiello del barocco napoletano, così detta per distinguerla dalla più grande basilica della Santissima Annunziata Maggiore. Edificata nel 1588, la chiesa era stata profondamente rimaneggiata nel 1736 dall'architetto Ferdinando Sanfelice, che ne cancellò i tratti originari, e impreziosita dagli affreschi di Francesco De Mura, Paolo De Matteis, Ludovico Mazzanti e Pacecco De Rosa, nonché dallo splendido altare realizzato da Giuseppe Sanmartino.

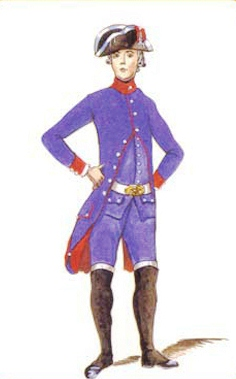
Allievo della Nunziatella (1787)

La Scuola militare "Nunziatella" fu fondata il 18 novembre 1787 con il nome di Reale accademia militare, con apposita ordinanza di Ferdinando IV. Nel documento venivano tracciate le linee guida dell'educazione degli allievi, e in particolare come ufficiali e istruttori dovessero curare «[...] la conoscenza dei temperamenti, delle inclinazioni e delle attitudini degli allievi al fine di poterne stimolare la curiosità e potenziare l'attenzione, i talenti e le facoltà e, infine, far nascere in essi la capacità di giudizio». Allo stesso modo, era ritenuto necessario introdurre gli allievi alle «[...] scienze matematiche e filosofali per rassodare i giovani nel raziocinio e prepararli alle scienze delle professioni e formarli nella coscienza dei propri doveri e nel sistema sociale e politico».
Il primo responsabile dell'istituto militare fu il generale Domenico della Leonessa, marchese di Supino, che con un decreto del 28 maggio 1787 ottenne dal ministro John Acton la nomina a comandante dell'accademia e la promozione a maresciallo di campo; per tradizione, tuttavia, la vera fioritura della Nunziatella viene fatta risalire alla presa di comando da parte di Giuseppe Parisi (1794), cui è tuttora intitolata la strada dove sorge la scuola.
La Nunziatella fu presto riconosciuta come luogo di elevata formazione militare, già pochi anni dopo la sua fondazione. A tal proposito, Giuseppe Maria Galanti scrisse nel 1792:
(Giuseppe Maria Galanti)

### La Repubblica Napoletana (1799)

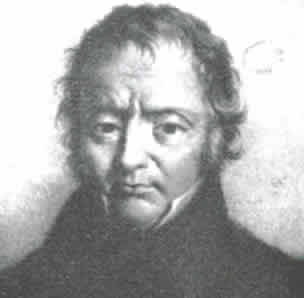
Carlo Lauberg

Già pochi anni dopo la fondazione, la storia della Nunziatella iniziò a incrociarsi con i grandi avvenimenti che avrebbero segnato la scena europea nell'ultimo scorcio del XVIII secolo. Il 14 luglio 1789 la popolazione parigina diede l'assalto alla Bastiglia iniziando la Rivoluzione francese che avrebbe portato alla decapitazione nel 1793 di Luigi XVI di Francia e di Maria Antonietta d'Asburgo-Lorena. Tali eventi, che segnavano l'inizio del crollo dell'Ancien Régime, non potevano lasciare indifferenti la corte napoletana, in quanto Ferdinando IV apparteneva alla stessa grande famiglia reale dei Borbone del sovrano francese, e sua moglie Maria Carolina d'Asburgo-Lorena era sorella di Maria Antonietta. Il livello di attenzione poliziesca verso le attività dei giacobini fu intensificato e contemporaneamente questi ultimi aumentarono i propri tentativi di influenzare in particolare i quadri dell'esercito: il loro scopo era, infatti, quello di suscitare un movimento supportato dalle forze armate, che portasse alla deposizione dei sovrani e all'instaurazione di una repubblica sul modello di quella francese.
La Nunziatella si trovò ben presto al centro di tali tentativi, in quanto alcuni componenti del corpo insegnante, esponenti di punta del movimento giacobino, vi svolgevano attività di propaganda repubblicana nei confronti dei giovani allievi. Uno di essi, Annibale Giordano, era stato già arrestato per sedizione nel 1784 e fu destituito dalla cattedra di chimica. L'insegnante di matematica Carlo Lauberg e i colleghi Clino Roselli (docente di fortificazioni), Pasquale Baffi (ellenista), Michele Granata (filosofo e matematico) e Giustino Fortunato senior furono tutti coinvolti nel movimento giacobino, essendo gli ultimi due importanti esponenti della Società Patriottica.
La rapida espansione dei francesi al di là dei confini nazionali e in particolare la loro penetrazione nella penisola italiana, portò nel 1798 all'invasione dello Stato Pontificio, con la conseguente destituzione ed esilio di papa Pio VI. Il 28 novembre il governo napoletano mosse in armi contro la neonata Repubblica Romana, sconfiggendo gli avversari e giungendo alla riconquista di Roma in sei giorni; tale vittoria ebbe tuttavia vita breve, dato che il 24 dicembre 1798, sotto la spinta delle truppe francesi comandate dal generale Jean Étienne Championnet, le truppe borboniche furono battute nella battaglia di Civita Castellana e costrette alla ritirata verso la capitale. Travolto dal precipitare degli eventi, il re Ferdinando riparò via mare in Sicilia lasciando alla reggenza di Francesco Pignatelli l'amministrazione del Regno al di qua del Faro. A metà gennaio 1799 fu concluso un armistizio tra le truppe francesi e i rappresentanti del governo napolitano, il quale fu però immediatamente rigettato dai "lazzari", che vi videro un tradimento: questa componente del popolo napoletano si asserragliò a difesa della città, procedendo alla requisizione delle numerose armi presenti nei depositi cittadini.
Se praticamente tutti i reparti militari stanziati a Napoli subirono la requisizione delle armi, così non fu per la Nunziatella. La propaganda svolta dai giacobini aveva trovato terreno fertile nei giovani allievi, i quali allo scoppiare dei disordini presero posizione in favore del movimento rivoluzionario in corso. Sotto il comando del capitano Pasquale Galluzzo, essi opposero un'accanita resistenza all'assalto dei lazzari e riuscirono a metterli in fuga.

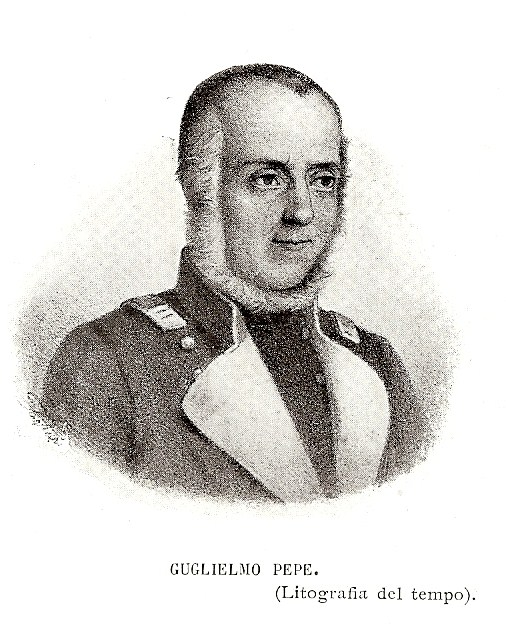
Guglielmo Pepe

La feroce resistenza dei lazzari, i quali si batterono duramente contro un nemico molto meglio organizzato e armato, fu spezzata solo dalla conquista di Castel Sant'Elmo da parte dei francesi, avvenuta mediante un tradimento; dal forte posto sulla collina omonima, fu infatti possibile per gli attaccanti bombardare la città e dunque mettere fine a ogni tentativo di difesa. La conquista francese portò alla proclamazione della Repubblica Napoletana, nella quale numerosi insegnanti della Nunziatella ebbero ruoli di primo piano: Carlo Lauberg fu capo del governo, mentre Annibale Giordano fu addetto al comitato militare e poi capo della contabilità della Marina. Anche diversi ex-allievi ebbero un ruolo di primo piano: Leopoldo De Renzis, lontano parente di Carlo Lauberg, e Gabriele Manthoné furono ministri della Guerra e della Marina, mentre ruoli di rilievo ebbero anche Pietro Colletta, Guglielmo Pepe e Tommaso Susanna, il quale fu parte del Governo della Repubblica come ministro della guerra.
La vita della neonata Repubblica doveva tuttavia essere di breve durata e forte dell'appoggio britannico il governo napolitano, ridotto in esilio in Sicilia, riorganizzò presto le proprie forze in vista della riconquista della parte continentale del Regno. Capeggiato dal cardinale Fabrizio Ruffo, l'Esercito della Santa Fede risalì rapidamente la penisola e si preparò a entrare nella capitale. Gli allievi della Nunziatella di età superiore ai 16 anni furono congedati d'ufficio e successivamente arruolati nelle milizie dei generali Pasquale Matera e Giuseppe Schipani, le quali si schierarono in contrasto delle truppe sanfediste. Il 13 giugno 1799, dopo aver sostenuto furibondi combattimenti, tra cui notevoli quelli presso il forte di Vigliena (già luogo di esercitazioni di artiglieria per gli allievi della Nunziatella), le armate del cardinale Ruffo si impadronirono di Napoli.
Con il ritorno di Ferdinando IV al potere e in ragione della partecipazione di professori e allievi della Nunziatella al movimento rivoluzionario, il 27 luglio 1799 l'accademia fu colpita da un decreto di soppressione, per «ripetute e manifeste pruove di non corrispondere alle benefiche mire del re»; tale decreto rimase tuttavia nei fatti inattuato, dato che il re concesse che un certo numero di allievi orfani continuassero a frequentarla. Durante la repressione borbonica furono giustiziati i professori Clino Roselli, Pasquale Baffi e il già citato Michele Granata. Tra gli ex-allievi furono altresì giustiziati il tenente Pietro Lossa (allievo del 1º corso), Antonio Raffaello Doria e il già citato Leopoldo De Renzis. Il capitano tenente Pietro Cornè fu condannato all'esilio a vita, mentre i capitani tenenti Nicola Verdinois, Francesco Giulietti, Giuseppe Biondelli e Giuseppe de Montemayor subirono pene più lievi.

### La prima Restaurazione (1800-1805)
Ridotta formalmente a convitto maschile per gli orfani militari (in realtà pochi lo erano davvero), la Nunziatella riebbe il titolo di Regia accademia militare grazie all'opera del comandante, capitano Giuseppe Saverio Poli. Il 1º dicembre 1802 la nuova denominazione divenne operativa e Poli fu promosso tenente colonnello in ossequio al nuovo incarico. Due anni dopo lo stesso Poli riuscì ad ottenere la concessione dello status di "università degli studi", il che apriva la possibilità all'accoglienza di studenti esterni (bambini delle scuole elementari) cui egli insegnava lettere e matematica, coadiuvato da altri ufficiali e due sacerdoti per l'insegnamento del catechismo.
La presenza alla Nunziatella di Poli, un insigne fisico e malacologo che sarebbe divenuto istitutore di Francesco I delle Due Sicilie, fu importante anche per il forte impulso dato alla dotazione del Gabinetto di Fisica. In parte mutuato da quello del vecchio Battaglione Real Ferdinando, esso fu dotato di tutte le apparecchiature più moderne, tanto da farne «(quello) più completo, e rispettabile (...) in Napoli».

### Il decennio francese (1806-1815)

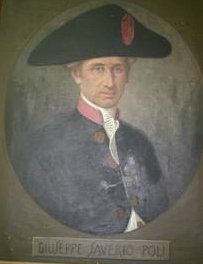
Giuseppe Saverio Poli

La conquista del Regno da parte delle truppe napoleoniche nell'ambito della Guerra austro-napoletana, causò la perdita del grado e dell'impiego da parte di Poli, che però fu reintegrato a fine 1810 con il grado di tenente e l'incarico di custode della biblioteca. I capitani addetti all'inquadramento degli allievi interni (Giuseppe Galileo Pasquali, Gaetano Ruiz, Andrea Colnago e Pasquale Galluzzo) mantennero invece grado e funzioni fino al 1812, quando furono allontanati.
L'instaurazione del nuovo regime ebbe come conseguenza il riordino delle forze armate napolitane e la riforma coinvolse anche gli istituti di formazione. In conseguenza di ciò la Nunziatella fu colpita da un decreto di soppressione in quanto collegio militare; restava tuttavia attiva nell'edificio di Pizzofalcone la scuola teorico-pratica di artiglieria, che servì da punto di leva per la riapertura anche del collegio. Il ministro dell'interno André-François Miot chiese all'ispettore generale dell'artiglieria Giuseppe Fonseca Chavez di presentargli un progetto a ciò finalizzato: il piano, presentato il 10 maggio 1806, proponeva il ritorno al modello dell'istituto unico di reclutamento per le quattro armi in vigore prima del 1799. Lo stesso Giuseppe Parisi caldeggiò il progetto di Fonseca, proponendo un "progetto di decreto sulla formazione dell'Accademia Militare". Secondo il nuovo ordinamento alla Nunziatella sarebbero stati ammessi 160 allievi dagli 11 ai 14 anni e 60 allievi esterni di 15 anni d'età. L'inquadramento sarebbe stato garantito da 62 addetti (24 ufficiali, 3 amministrativi, 2 preti, 4 sanitari, 19 professori e 10 maestri), camerieri, sergenti, trabanti e 10 cavalli. Un totale di 50 tra gli allievi sarebbero stati selezionati per la scuola d'applicazione d'artiglieria e genio.

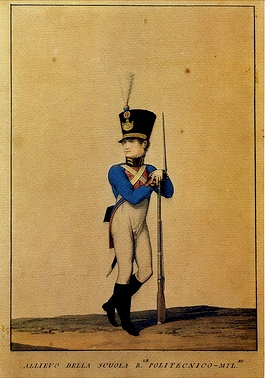
Allievo della Scuola Politecnico-Militare (1806)

Al progetto di Parisi si aggiunse la proposta per l'ordinamento degli studi redatta da Vito Caravelli, antico professore della Nunziatella, che tramite Parisi trasmise al ministro della guerra Mathieu Dumas i programmi di scienze, disegno, italiano, francese, inglese e delle campagne d'istruzione.
Recepiti tutti i suggerimenti, il 1º settembre successivo Dumas scrisse a Giuseppe Bonaparte, re di Napoli, per proporre «la provvisoria formazione di una scuola militare con 4/500 ducati al mese, trattandosi solamente di portare al completo le paghe dei professori dell'antica accademia che (erano già) a mezzo soldo». Dumas motivò ulteriormente la propria proposta sottolineando la necessità di formare alunni per i corpi del genio, dell'artiglieria e del servizio ponti e dell'opportunità offerta dall'edificio della Nunziatella, il quale ospitava già una biblioteca e consentiva l'apertura per quattro giorni a settimana sia per gli ufficiali francesi sia per quelli napoletani.

### Il regno delle Due Sicilie (1816-1861)
Per la Nunziatella il periodo della seconda Restaurazione, con la nascita del Regno delle Due Sicilie nel dicembre 1816, fu un momento di grande fervore culturale, grazie soprattutto all'arrivo di alcuni tra i più qualificati insegnanti del tempo. Mariano d'Ayala, allora primo tenente e già allievo della Nunziatella fino al 1828, fu chiamato nel settembre 1837 a ricoprire l'incarico di istruttore di balistica e geometria descrittiva; una volta in cattedra in sostituzione del maggiore Niola (poi divenuto istruttore di Francesco II delle Due Sicilie) e grazie alla protezione di Carlo Filangieri, principe di Satriano, d'Ayala si applicò nel trasferire nelle materie d'insegnamento le nozioni professate in altri paesi europei. Lungi dall'essere un esercizio meramente teorico, l'azione di d'Ayala si espresse anche attraverso la costruzione di un rapporto di grande vicinanza ai suoi allievi; tale rapporto ebbe una profonda influenza sugli allievi dell'epoca (tra cui figuravano Carlo Pisacane, Enrico Cosenz, Giuseppe Virgili e Salvatore Medina), e fu il canale attraverso cui d'Ayala trasferì loro le proprie idee sulla necessità dell'unificazione italiana.
I metodi di insegnamento del giovane ufficiale non mancarono di preoccupare il comandante della Nunziatella, maggiore Michele Nocerino, che ne fece rapporto al re Ferdinando II. Chiesta ragione di quanto accadeva, il sovrano si trovò di fronte alla difesa di Filangieri, il quale lo convinse non solo a lasciar continuare d'Ayala nella sua opera, ma ad accusare e far destituire il comandante Nocerino, cui successe il colonnello Francesco Antonio Winspeare.
L'opera di d'Ayala continuò per altri quattro anni dopo questo incidente, durante i quali, oltre a continuare a propagandare tra gli allievi gli ideali unitaristici, meritò una nota di encomio per aver guidato con maestria le esercitazioni al campo di Capua e pubblicò le famose Lezioni di artiglieria, che racchiudevano le più avanzate nozioni del tempo in materia, dedicate «Ai dilettissimi alunni».

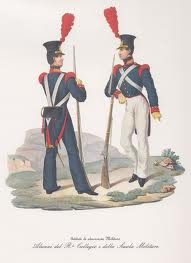
Allievi della Nunziatella (1834)

La carriera di d'Ayala fu interrotta bruscamente nel 1843 per un caso fortuito. In quell'anno uscì l'Iride, pubblicazione che racchiudeva tra gli altri uno scritto di Basilio Puoti; tale scritto scandalizzò una principessa a causa del suo carattere licenzioso ed ella portò il giornale al padre Ferdinando II perché intervenisse. Trattenuta la pubblicazione per rendersi meglio conto della cosa, il sovrano si imbatté in uno scritto di d'Ayala, che sotto le vesti di un racconto storico celava un'apologia di Gioacchino Murat e del suo tentativo di riconquistare il Regno. Irritato e memore degli avvertimenti del destituito comandante Nocerino, Ferdinando II convocò Carlo Filangieri e questa volta lo aggredì notificandogli che avrebbe rimosso l'insegnante. A nulla valsero i tentativi di difesa da parte di Filangieri, tanto più che la sua raccomandazione al d'Ayala di fare ammenda e chiedere il perdono del re non sortì effetto, in quanto costui preferì dimettersi il 3 agosto 1843.
Francesco de Sanctis, una delle figure più importanti della letteratura italiana, arrivò alla Nunziatella come professore di letteratura il 19 aprile 1841, grazie all'influenza di Basilio Puoti, che ne era ispettore agli studi. In quel periodo il letterato teneva corsi privati di grammatica e letteratura in vico Bisi. L'influenza di De Sanctis fu naturalmente notevole sui giovani cadetti, ma tale processo non fu né semplice né immediato, dato che nei primi anni d'insegnamento, come riferisce il suo allievo Nicola Marselli, De Sanctis fu lo zimbello dei suoi alunni. Le cose tuttavia cambiarono grazie alla grande capacità d'insegnamento di De Sanctis, al punto che quando faceva lezione venivano ad ascoltarlo allievi provenienti da altre classi.

#### I Moti del 1848
Il 1848 fu un anno cardine della storia europea in quanto, a partire dai moti rivoluzionari di gennaio in Sicilia, prese avvio la cosiddetta "Primavera dei popoli". La rivolta non tardò ad estendersi ad altre parti del Regno delle Due Sicilie coinvolgendo numerosi esponenti della classe media e intellettuali. Quando nel maggio del 1848 Francesco De Sanctis partecipò ai moti insurrezionali, diversi allievi lo seguirono; ma dopo il fallimento del moto rivoluzionario il professore fu messo sotto accusa e allontanato dall'insegnamento nel novembre successivo. Datosi alla fuga, fu catturato a Cosenza nel dicembre 1849 e avviato alla prigionia in Castel dell'Ovo, dove rimase per tre anni.
Altri insegnanti della Nunziatella, Errico Alvino, Fedele Amante e Filippo Cassola, parteciparono ugualmente ai moti del 1848. Dopo il fallimento della rivolta, tutti e tre furono allontanati dall'insegnamento.

#### Il trasferimento a Maddaloni (1855-1859)

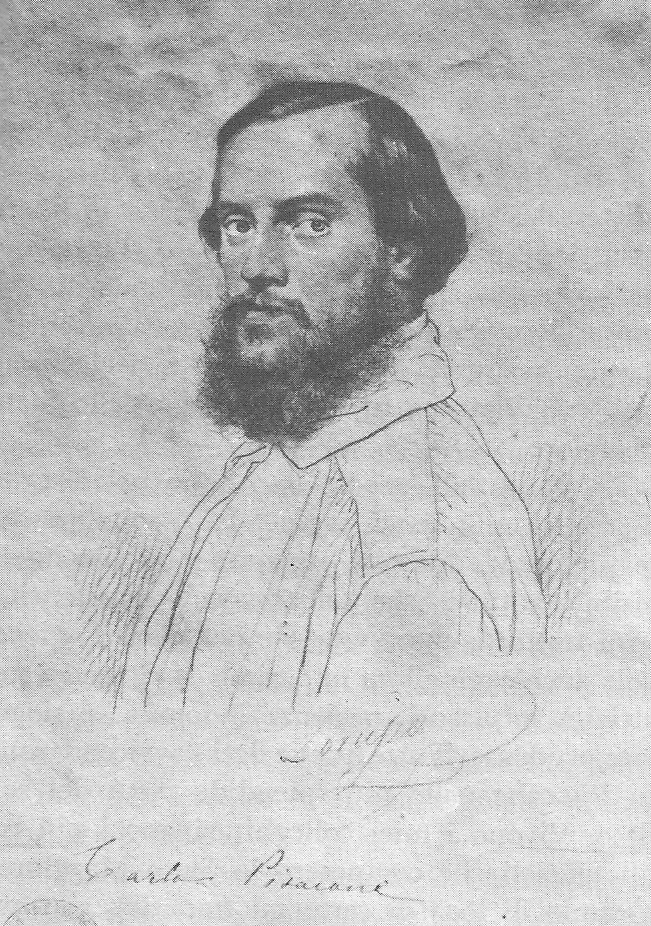
Carlo Pisacane

I moti rivoluzionari del 1848 segnarono un punto di cesura nella politica di Ferdinando II delle Due Sicilie e in particolare in merito alla formazione dei quadri dirigenti dell'esercito. Il tentativo rivoluzionario aveva infatti dimostrato quanto fosse necessario provvedere non solo ad assicurare un adeguato quantitativo di ufficiali all'armata, ma anche e soprattutto evitare che essi, normalmente ragazzi volitivi e sensibili alla propaganda liberale, potessero essere influenzati negativamente dagli agenti piemontesi. Per questo motivo e nonostante l'opposizione dei parenti degli allievi, la maggior parte dei quali risiedeva a Napoli, il 27 aprile 1855 deliberò il trasferimento della Nunziatella a Maddaloni, presso il palazzo dei Duchi Carafa; tale nuova collocazione, nelle intenzioni del sovrano, avrebbe assicurato la maggiore controllabilità degli allievi, grazie anche alla vicinanza di Maddaloni alla Reggia di Caserta.

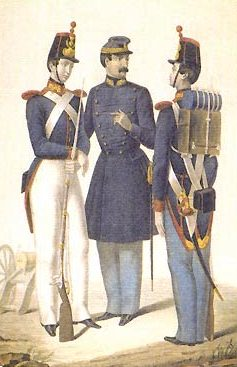
Ufficiale e allievi della Nunziatella (1853)

L'esilio a Maddaloni durò fino a quando Ferdinando II fu in vita, mentre la salita al trono di Francesco II delle Due Sicilie, di ben altra tempra rispetto al padre, offrì il destro a quanti propugnavano il ritorno dell'istituto nella capitale di fare un altro tentativo. Carlo Filangieri, principe di Satriano, era stato tra i maggiori oppositori del trasferimento della Nunziatella a Maddaloni e fu in prima fila nel fare pressione sul giovane re perché si ponesse fine all'allontanamento dell'istituto da Napoli; argomentando che i tentativi sobillatori erano presenti sia in città, che nei piccoli centri, Filangieri riuscì finalmente ad ottenere che venisse fissata una data per il rientro, deciso per il 7 settembre 1859. La notizia fu accolta con grandi manifestazioni di giubilo da parte degli allievi, e fu addirittura organizzato un ritorno in forma solenne, con banchetti celebrativi e messe di ringraziamento. Le notizie di tali effusioni di gioia raggiunsero e contrariarono il re, che soggiornava presso la Reggia di Portici, spingendolo ad inviare un telegramma nel tardo pomeriggio del 6 settembre che annullava l'ordine di trasferimento: alle proteste di Filangieri, Francesco II rispose con un altro telegramma, nel quale deplorava le eccessive manifestazioni di gioia che erano in programma e disponeva il differimento del trasferimento. Come da disposizioni del re, gli allievi passarono il giorno 7 in viaggio, pranzando presso i Ponti della Valle e rientrando in città senza ulteriori celebrazioni.
In questo periodo ex-allievi della Nunziatella furono protagonisti della storia del Regno delle Due Sicilie. In particolare, Giuseppe Ghio fu al comando delle truppe che nel 1857 fermarono a Padula la spedizione rivoluzionaria di Carlo Pisacane, altro ex-allievo. La sfortunata spedizione di Pisacane, che nelle intenzioni avrebbe dovuto dare l'innesco alla rivolta delle popolazioni cilentane, fu ispiratrice della nota poesia La spigolatrice di Sapri di Luigi Mercantini.

#### La caduta delle Due Sicilie (1860-1861)
Gli eventi legati alla spedizione dei Mille e alla successiva invasione del Regno delle Due Sicilie da parte dell'Armata Sarda videro ex-allievi della Nunziatella su entrambi i fronti dello scontro.
Tra i protagonisti di parte borbonica, Ferdinando Beneventano del Bosco fu impegnato dei combattimenti in Sicilia susseguenti lo sbarco delle truppe garibaldine: impegnò le truppe nemiche dopo la battaglia di Calatafimi, costringendole a deviare su Corleone prima di puntare su Palermo. Dopo l'occupazione di quest'ultima da parte dei garibaldini si lanciò all'assalto della città, fermato solo dalla notizia della tregua stipulata da Giuseppe Garibaldi con il generale Lanza; tenne poi la fortezza di Milazzo fino all'ordine di capitolazione, e successivamente fu protagonista dell'assedio di Gaeta e di diversi tentativi legittimisti dopo la caduta delle Due Sicilie. Il già citato Giuseppe Ghio fu responsabile della resa senza combattere di circa 12.000 uomini dell'Esercito delle Due Sicilie a Soveria Mannelli; questo episodio, che aprì a Garibaldi le porte di Napoli, probabilmente lo portò ad essere quivi assassinato alcuni anni dopo.
Tra gli ex-allievi di parte borbonica morti durante l'invasione piemontese si ricorda il generale di brigata Matteo Negri, caduto durante la battaglia del Garigliano e sepolto con una solenne cerimonia nella cattedrale dei Santi Erasmo e Marciano e di Santa Maria Assunta per ordine dello stesso re Francesco II: al comando delle proprie truppe e benché ferito più volte, continuò a dare ordini e ad incoraggiare i suoi uomini, fino a quando, dopo aver consentito a tutte le forze borboniche il passaggio del fiume in direzione di Gaeta, morì al suo posto.
Durante l'assedio di Gaeta cadde il tenente colonnello Paolo di Sangro dei principi di Sansevero, nipote di Raimondo di Sangro: rimasto gravemente ferito in seguito allo scoppio della batteria Cittadella, spirò poco dopo. Nello stesso scoppio rimase ucciso anche l'ex-allievo tenente generale Francesco Traversa.
Anche numerosi allievi della Nunziatella lasciarono l'Accademia e parteciparono ai combattimenti dalla parte dell'Esercito delle Due Sicilie. La loro presenza sul fronte di fuoco fu conseguenza degli avvenimenti legati alla partenza di Francesco II da Napoli: il comandante Muratti, immediatamente passato dalla parte garibaldina, impose il giuramento di fedeltà agli allievi che volevano restare nell'istituto.
Tra quanti si rifiutarono e fuggirono dall'Accademia sono da ricordare i fratelli Antonio ed Eduardo Rossi di diciassette e quattordici anni, citati in seguito dal giornalista francese Charles Garnier per l'eroico comportamento; il diciassettenne Eliezer Nicoletti figlio di Domenico (ufficiale comandante del 6º reggimento di linea "Farnese" che sbaragliò i garibaldini di Pilade Bronzetti durante la battaglia del Volturno), che nel settembre 1860 si recò dalla Nunziatella prima a Capua e poi a Gaeta, dove partecipò alla difesa della piazzaforte come alfiere di artiglieria; Ludovico Manzi di diciassette anni e Ferdinando de Liguoro di diciannove, figlio del colonnello comandante il 9º Puglia; Alfonso Scotti Douglas di undici anni, figlio del generale Luigi Scotti Douglas, che partecipò ai lavori del Genio nella fortezza di Capua; Carmine Ribas, diciotto anni, che raggiunse a Gaeta il padre; Francesco e Felice Afan de Rivera, diciassette e sedici anni (figli del generale Gaetano Afan de Rivera, e discendenti del viceré di Napoli Fernando Afán de Ribera), raggiunsero a Capua i fratelli maggiori che combattevano nella fortezza; Francesco Pons de Leon, diciotto anni, raggiunse a Gaeta il padre maggiore dell'Esercito, e prestò servizio come servente di artiglieria; Ferdinando Ruiz, diciassette anni, nipote del generale Pietro Vial e nipote acquisito di Ludovico Quandel, arrivò a Gaeta ai primi di gennaio del 1861, dopo aver superato notevoli difficoltà per gli scontri in corso; Ferdinando e Manfredi Lanza, diciassette e sedici anni, figli di un ufficiale del Genio, dei quali il primo perse un piede durante l'ultimo giorno di assedio; e infine l'alfiere Carlo Giordano, diciassette anni e orfano da pochi mesi del padre generale, che fuggito dalla Nunziatella il 10 ottobre fu servente di artiglieria alla batteria Malpasso e rimase ucciso nello scoppio della batteria Transilvania, colpita mentre erano in corso le trattative per la resa.
Il barone Roberto Pasca ex-allievo del corso 1838-41 e comandante della Partenope (l'unica nave da guerra che seguì Francesco II a Gaeta), il capo di stato maggiore dell'artiglieria Giovanni delli Franci ex-allievo del corso 1840-45 e il generale capo di stato maggiore Francesco Antonelli ex-allievo del corso 1817-23 furono i firmatari della resa della fortezza di Gaeta. Molti anni dopo, un altro ex-allievo, il già capitano d'artiglieria Vincenzo Scala, protagonista dell'assedio di Messina, sarebbe stato tra i firmatari dell'atto di Cannes, che sancì la definitiva rinuncia alle pretese al trono di Napoli avanzate dal principe Carlo Tancredi di Borbone-Due Sicilie (secondogenito di Alfonso di Borbone-Due Sicilie, conte di Caserta) per sé e per i suoi discendenti.
Tra i protagonisti di parte sabauda va ricordato Enrico Cosenz, il quale sbarcò in Sicilia con la terza spedizione: Cosenz fu determinante nel corso della battaglia di Milazzo, durante la quale respinse l'attacco borbonico sulla sinistra dello schieramento e venne ferito al collo. Sbarcato in Calabria, il 23 agosto 1860 guidò la colonna che permise di circondare e costringere alla resa due brigate borboniche a Villa San Giovanni e Piale; fu inoltre protagonista della resa delle truppe di Giuseppe Ghio a Soveria Mannelli. Entrato a Napoli al seguito di Garibaldi, assunse la carica di ministro della guerra e prese parte all'organizzazione del plebiscito del 21 ottobre 1860.

### Nel Regno d'Italia (1861-1946)
All'atto della caduta del Regno delle Due Sicilie, con la resa della fortezza di Civitella, 3.684 ufficiali erano in servizio attivo nell'esercito. Di questi i 341 ufficiali di artiglieria e i 215 del genio provenivano tutti dalla Nunziatella.

#### Da Accademia a Collegio
Nonostante avesse provato, sin dalla sua fondazione, di essere un "semenzaio di ottimi ufficiali facultativi", la Nunziatella seguì il destino di tante istituzioni dell'ex Regno delle Due Sicilie e con decreto di Vittorio Emanuele II di Savoia del 4 maggio 1861 fu trasformata da accademia a scuola militare del Regio Esercito: tale operazione prevedeva che essa fosse destinata a preparare i giovani alla vita delle armi, in vista della loro ammissione all'Accademia di artiglieria e genio di Torino e alla Scuola di fanteria e cavalleria di Modena.
Il nuovo ordinamento del ridenominato "Collegio militare di Napoli" fu sancito da un decreto del 6 aprile 1862 e prevedeva l'ammissione dei ragazzi tra i tredici e i sedici anni che avessero compiuto gli studi ginnasiali. Il numero complessivo degli allievi era fissato a un valore massimo di 250 unità.
Tra gli altri, il deputato Giuseppe Ricciardi nel 1861 lamentò in Parlamento tale atto, inserendolo in un più vasto scontento per l'abolizione di altre istituzioni culturali napoletane; e pochi anni più tardi, nel 1870, fu l'ex-allievo e professore Mariano d'Ayala a battersi nel Parlamento del Regno d'Italia contro la nuova minaccia di soppressione.

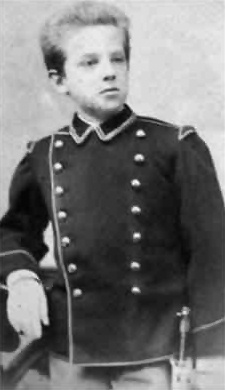
Vittorio Emanuele III con l'uniforme della Nunziatella (1881)

Nonostante ciò, la Nunziatella diede un notevolissimo contributo alla formazione dei quadri direttivi del Regio Esercito, tanto che i tre ex-allievi Enrico Cosenz (1882-1893), Domenico Primerano (1893-1896) e Alberto Pollio (1908-1914) ne furono rispettivamente il primo, secondo e quarto capo di Stato maggiore. Bernardino Milon (1842-48) fu invece Ministro della guerra nel periodo 1880-81.
L'atteggiamento di diffidenza nei confronti dei quadri direttivi provenienti dall'ex-esercito delle Due Sicilie e della Nunziatella andò tuttavia mitigandosi negli anni, tanto che nel 1881 il quindicenne erede designato al trono d'Italia, il futuro Vittorio Emanuele III, vi fu ammesso come allievo. Il sovrano mantenne sempre un forte attaccamento nei confronti della Nunziatella e partecipò di persona ai festeggiamenti per il 150º anniversario dalla fondazione.

#### Le guerre coloniali
Nell'ultimo scorcio del XIX secolo, e similmente a quanto già fatto da altre grandi potenze europee, anche il Regno d'Italia si impegnò in una politica coloniale che la vide presente a lungo nell'area dell'Etiopia e dell'Eritrea.
Il periodo coloniale vide ex-allievi partecipare alle operazioni in terra d'Africa e tra i caduti di questo periodo si ricorda il capitano Andrea De Benedictis, rimasto ucciso nel 1887 durante la battaglia di Dogali e al quale il 26 gennaio 1891 fu dedicata una lapide nel Cortile Grande della Nunziatella. A Dogali morì anche un secondo ex-allievo, il capitano Giovanni Turone, cui fu dedicata una stele in loco. Tale periodo fu inoltre di grande rilevanza per la storia della scuola, soprattutto in conseguenza della disastrosa battaglia di Adua: fu durante questo scontro, infatti, che fu assegnata a un ex-allievo la prima medaglia d'oro al valor militare dell'epoca postunitaria, il 1º marzo 1896. Il capitano d'artiglieria Eduardo Bianchini, figlio dell'eminente economista del Regno delle Due Sicilie Lodovico Bianchini, si sacrificò sul posto con la propria batteria da montagna per consentire al grosso delle forze italiane di ripiegare di fronte all'offensiva nemica proveniente da Adua.
Il disastro di Adua ebbe conseguenze rilevanti non solo sul piano politico nazionale (il presidente del Consiglio Francesco Crispi fu costretto a dimettersi) ma anche sul clima e sull'atteggiamento della popolazione verso la vita militare. Nonostante la presenza nel corpo insegnanti di personalità quali Camillo De Nardis, Michelangelo Schipa e Agesilao Greco, il numero delle domande di ammissione alla Nunziatella, come per gli altri istituti di formazione militare, conobbe un crollo verticale. L'emorragia fu tale che nel 1898 gli allievi erano ridotti ad appena settantasei, duecento in meno rispetto al periodo in cui l'aveva frequentata Vittorio Emanuele III, e si prospettò perfino la soppressione dell'istituto.
Per controbilanciare la tendenza in atto si tentò di rendere maggiormente attrattiva la Scuola procedendo a un primo riordino degli studi, promulgato con decreto del 19 ottobre 1896, seguito da un secondo riordino del 20 maggio 1908. Se la prima iniziativa non sortì risultati apprezzabili, la seconda servì invece allo scopo: in essa si aboliva per la prima volta l'obbligo per gli allievi a proseguire la carriera militare in Accademia e si apriva alla possibilità di frequentare invece un'università civile. La riforma aveva lo scopo di formare, oltre ai futuri quadri militari, anche cittadini che, occupando in futuro posizioni elevate nella vita civile, avrebbero conservato un forte legame con l'ambiente militare, fungendo così da collante con la società. Il numero degli allievi crebbe progressivamente, fino a superare le trecento unità alla vigilia del primo conflitto mondiale.

#### Prima guerra mondiale (1915-1918)
Nel 1913 il ruolo della Nunziatella quale istituto di formazione d'élite per i quadri militari italiani fu rinnovato dall'ingresso di Amedeo di Savoia Aosta: tale evento fu l'occasione per la costruzione di una rete di formalismi attorno al giovane principe, il quale però se ne disfece rapidamente, instaurando un rapporto alla pari con i compagni di corso. Allo scoppio della prima guerra mondiale, Amedeo d'Aosta chiese e ottenne di arruolarsi come soldato semplice nel Reggimento artiglieria a cavallo "Voloire" e combatté sul fronte del Carso.
Oltre ad Amedeo d'Aosta numerosi altri ex-allievi parteciparono alla prima guerra mondiale sul fronte italiano, giocando talvolta ruoli importanti nelle sorti dello scontro: tra essi si segnalano Giuseppe Pennella e Antonino Di Giorgio. Il primo, già a capo dei granatieri di Sardegna, al comando dell'8ª Armata fu protagonista delle battaglie del Solstizio e di Vittorio Veneto. Il terzo, maggior generale, comandante della 51ª Divisione in Valsugana, fu colto a Roma dalle notizie del disastro di Caporetto e immediatamente ripartito per Udine assunse il comando del Corpo d'armata speciale rapidamente costituito, che condusse controcorrente rispetto alla fiumana di sbandati che ripiegavano da Caporetto; impegnando fortemente gli austro-tedeschi permise al grosso delle forze italiane di salvarsi e fu l'ultimo ad attraversare il Piave con i suoi uomini, la mattina del 9 novembre 1917. Dopo il conflitto divenne ministro della Guerra e imprenditore nella natìa Sicilia.
Tra gli ex-allievi impegnati nel corso del primo conflitto mondiale, otto guadagnarono la medaglia d'oro al valor militare. A tal proposito si ricordano i caduti Gabriele Berardi, comandante della Brigata Sassari, Umberto Cerboni e Edoardo Suarez, i cui nomi furono immortalati sul monte Pasubio nella cosiddetta strada degli Eroi; il giovanissimo Nicola Nisco, nonché Maurizio de Vito Piscicelli e Filippo Zuccarello. Ugualmente decorati della massima onorificenza al valor militare, Ildebrando Goiran e Gaetano Carolei sopravvissero invece al conflitto, raggiungendo alti gradi nella vita militare e civile.
Il 21 aprile 1920 nel corridoio d'ingresso della Scuola fu posizionata una roccia delle Prealpi Venete sormontata da un'aquila e da una bandiera, in memoria di tutti gli ex-allievi caduti durante la guerra. Essa porta incisa l'epigrafe:
Oltre ai già citati caduti medaglia d'oro, sul monumento furono incisi i nomi dei colonnelli Fileno Briganti jr. e Vincenzo Galasso, comandanti rispettivamente delle brigate "Pisa" e "Napoli", cui si aggiunsero quelli di cinque colonnelli, sette tenenti colonnelli, nove maggiori, due primi capitani, venti capitani, tre tenenti di vascello, trentadue tenenti, quarantadue sottotenenti, un sergente allievo ufficiale, un allievo ufficiale di fanteria e un soldato, per un totale di centoventicinque caduti. Tra di essi particolarmente significativo fu il caso di Alessandro De Mandato, il sergente allievo ufficiale: mentre era ancora alla Nunziatella, fu raggiunto dalla notizia della morte del padre al fronte e maturò la decisione di vendicarlo appena possibile; nel marzo 1917, appena conseguita la licenza liceale, partì per la guerra cadendo a sua volta in combattimento nella zona di Dosso Faiti solo due mesi dopo. Durante la cerimonia di consacrazione del monumento vennero chiamati tutti i nomi dei caduti e per ognuno un congiunto rispondeva "presente"; la madre di De Mandato, oppressa dalla perdita sia del marito che del figlio, non riuscì a rispondere e al suo posto lo fece un giovanissimo allievo.
Solo nel 2018 è stato aggiunto il nome del tenente colonnello Federico Mensingher del 64º Fanteria "Cagliari", caduto il 2 luglio 1915 sul Monte Sei Busi e la cui assenza era stata evidenziata da uno studio nel 2016.
Per tradizione, quando allievi ed ex-allievi passano accanto a quello che divenne presto noto come il Masso, gli rendono il saluto militare.

#### Il ventennio fascista

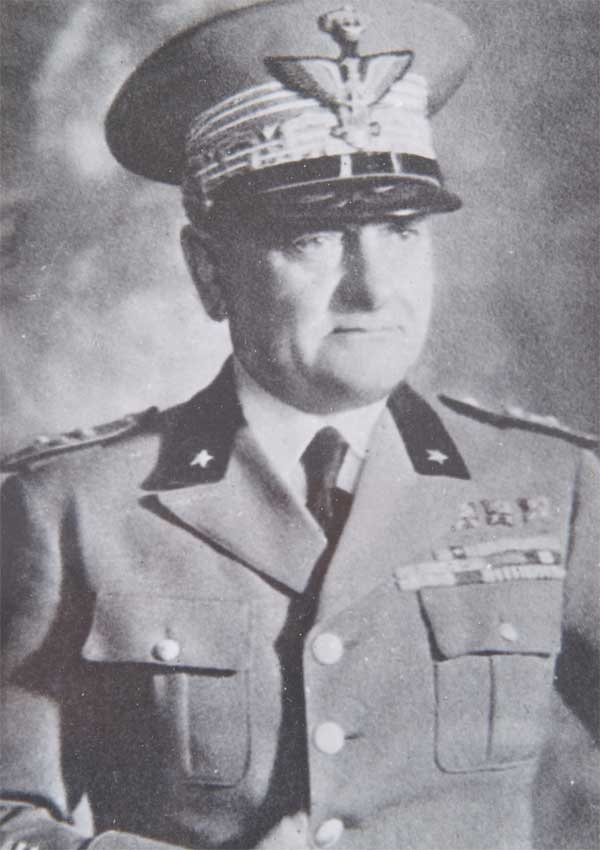
Federico Baistrocchi

La progressiva militarizzazione della società italiana voluta dal regime fascista ebbe naturalmente influenza anche sulla Nunziatella. All'istituto, insieme al Collegio militare di Roma e a quello di Milano (ripristinato nel 1935 ma chiuso nel 1943), fu dedicata grande attenzione in vista degli obiettivi di espansione che il regime e la corona si proponevano. Tale indirizzo non ammetteva naturalmente deroghe rispetto all'appartenenza o alle opinioni di quanti avevano responsabilità nella formazione dei giovani allievi: il docente di lettere e filosofia Floriano Del Secolo, firmatario del Manifesto degli intellettuali antifascisti, fu destituito dal suo incarico nel 1925 per aver rifiutato di prestare giuramento al Partito Nazionale Fascista.

Allievi della Nunziatella nel Cortile Piccolo, 1925

Nel 1933 la Nunziatella ricevette dal suo ex-allievo Vittorio Emanuele III l'onore di fregiarsi del motto Victoriæ Regem dedit, il quale alludeva ovviamente alla frequentazione dell'istituto da parte del sovrano. Nello stesso periodo, in tutti gli istituti di formazione militare di base, fu fatto obbligo per gli allievi proseguire la carriera nelle Accademie ripristinando nei fatti lo stato antecedente alla riforma del 1908. Il 25 aprile 1934 il principe di Piemonte Umberto di Savoia consegnò alla Nunziatella il labaro, parificato alla bandiera di guerra; pochi mesi dopo, il 18 novembre, fu celebrato il 150º anniversario dalla fondazione durante una solenne cerimonia che vide la partecipazione del re e dell'erede al trono. Lo schieramento militare, oltre al battaglione allievi, era formato da numerosi ex-allievi (tra cui molti compagni di studi di Vittorio Emanuele III) al comando del generale di corpo d'armata Carlo Perris, il più alto in grado tra i presenti.
Tra gli ex-allievi di rilievo di questo periodo va ricordato Federico Baistrocchi, che fu capo di stato maggiore del Regio Esercito dal 1º ottobre 1934 al 7 ottobre 1936 e senatore. Alberto De Marinis Stendardo di Ricigliano, generale di brigata e ministro del Regno d'Italia; i generali di corpo d'armata e senatori Carlo Perris, Guido Guidotti ed Armando Tallarigo; e il cavaliere Gerardo Conforti, più volte vincitore a Piazza di Siena e rappresentante italiano alle Olimpiadi del 1936 e del 1948

#### Seconda guerra mondiale

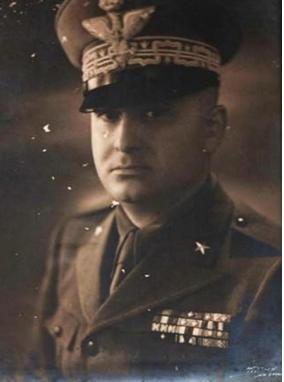
Antonio Sorice, Ministro della Guerra

Gli eventi della seconda guerra mondiale interessarono gradatamente anche la città di Napoli, coinvolgendo quindi gli allievi della Nunziatella. Inizialmente di bassa intensità, i bombardamenti aerei Alleati non ebbero al principio altra conseguenza sulla vita degli allievi che quella di costringerli a rifugiarsi in un ricovero sotterraneo nella sottostante via Chiatamone. Dopo il disastroso bombardamento del 4 dicembre 1942 che causò oltre 500 vittime in città e i successivi del 15 dicembre 1942 e del 1º gennaio 1943, fu tuttavia deciso lo spostamento degli allievi. La Scuola fu trasferita dal marzo al 30 dicembre 1943 a Benevento, nell'edificio successivamente sede dell'azienda ospedaliera; tale spostamento fu di grande danno per la Nunziatella, dato che per i saccheggi effettuati dalle truppe tedesche a Benevento andò perso quasi tutto il materiale lì trasportato, fatta eccezione per i beni del gabinetto di fisica e del magazzino, che erano restati a Napoli.
Sebbene la maggior parte del personale fosse andato a Benevento insieme agli allievi, a Napoli rimase un manipolo di ufficiali e professori guidati dal docente Francesco Caruso. Fu grazie a questi pochi effettivi che fu possibile mantenere una presenza all'interno dell'edificio, che avrebbe attraversato momenti difficili in seguito all'occupazione Alleata.
Durante il conflitto e nelle fasi immediatamente successive, gli ex-allievi furono impegnati come sempre nei più alti incarichi della gerarchia militare e politica. Vittorio Ambrosio, già capo di stato maggiore dell'Esercito, fu capo di stato maggiore generale; Antonio Sorice, invece, ricoprì il ruolo di ministro della Guerra nel Governo Badoglio I, succeduto da Taddeo Orlando, poi Comandante generale dell'Arma dei carabinieri.
Un gran numero di ex-allievi combatté su tutti i fronti del conflitto in corso e si contarono molte vittime. Ventitré di essi meritarono la medaglia d'oro al valor militare, cadendo da protagonisti sul campo e in momenti importanti della storia collettiva italiana. In particolare, Amedeo di Savoia-Aosta fu protagonista dell'accanita resistenza italiana durante la seconda battaglia dell'Amba Alagi; Antonio Cianciullo e Alfredo Sandulli Mercuro furono tra le vittime dell'eccidio di Cefalonia; Alberto Bechi Luserna fu protagonista della seconda battaglia di El Alamein; Roberto Lordi e Romeo Rodriguez Pereira furono tra i caduti delle Fosse Ardeatine; Luigi Tandura partecipò alla Resistenza italiana quale partigiano delle Brigate Osoppo. Tra quanti sopravvissero al conflitto sono da ricordare Luigi Pecora, che partecipò ai combattimenti delle Quattro giornate di Napoli e Giuseppe Izzo, protagonista della seconda battaglia di El Alamein e della Guerra di Liberazione.

### La Repubblica Italiana (1946-oggi)
La Nunziatella era stata la scuola di formazione per Vittorio Emanuele III e Amedeo d'Aosta e dunque era vista come espressione del regime monarchico e fascista. L'opera di contatto con gli alti comandi Alleati, auspice l'ex-allievo Vittorio Ambrosio, sortì l'effetto di scongiurarne la chiusura, ma a pesanti condizioni: l'istituto fu declassato a liceo-convitto civile e gli allievi furono costretti a seguire le lezioni in spazi limitati, mentre la maggior parte dell'edificio veniva occupata da un comando britannico e da truppe palestinesi.

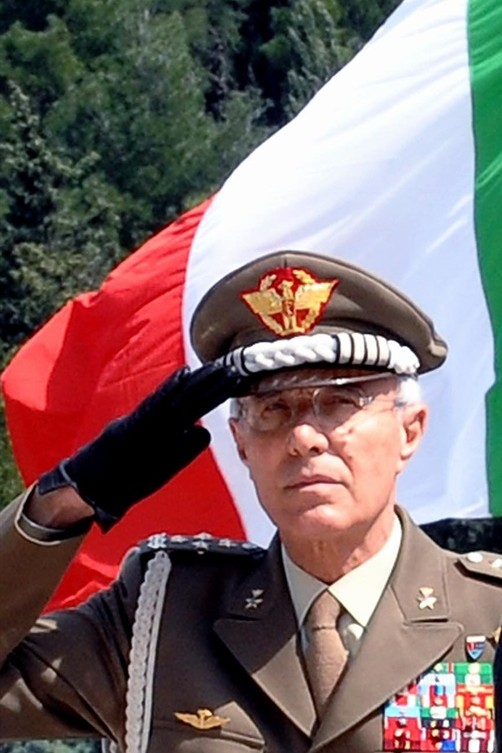
Rolando Mosca Moschini

Dopo la conclusione della seconda guerra mondiale le condizioni della resa del Regno d'Italia ebbero un forte impatto sulle forze armate del paese: queste furono soggette infatti a una serie di pesanti ridimensionamenti e limitazioni, come ad esempio il divieto di costruire portaerei e la smobilitazione di numerosi reparti. Anche gli istituti di formazione del neonato Esercito italiano furono colpiti da tale politica, tanto che le scuole militari di Roma e Milano furono soppresse. Anche la Nunziatella rischiò la chiusura ma professori, ufficiali ed ex allievi della Scuola fecero fronte comune, sollevando un forte movimento di protesta che coinvolse anche l'opinione pubblica napoletana: fu messo fortemente l'accento sulle antiche e gloriose radici dell'istituto dai Borbone in avanti e uno dei professori, Francesco Caruso, arrivò ad apostrofare il sottosegretario alla difesa Mario Palermo, ex allievo del corso 1914-1917, con la frase: «Avresti l'animo di firmare il decreto per la soppressione del Collegio Militare, che tante glorie assomma nel suo luminoso passato, dove tu stesso sei stato educato? Ebbene la Nunziatella non deve morire.». Il comandante Oliviero Prunas chiese e ottenne di essere ricevuto da Umberto II, davanti al quale gridò «Maestà, la Nunziatella deve vivere». Preso l'impegno di fare di tutto per mettere in condizione la scuola di operare, Prunas cominciò a viaggiare per l'Italia con alcuni camion militari raccogliendo quanti materiali di casermaggio e vita quotidiana potessero essere utili alla vita dell'istituto.
I corsi della Nunziatella ricominciarono a Napoli il 1º febbraio 1944, ma con numerose mutilazioni rispetto al passato. Durante l'anno 1944-1945 sia ufficiali che allievi vestirono l'abito borghese, per poi passare a una momentanea divisa nera durante il 1945-1946. Nel 1946 fu invece ripristinata la divisa kaki, la quale fu infine sostituita dalla tradizionale divisa storica nel 1954. Il 1º settembre 1949 la Nunziatella riacquistò la denominazione di Collegio Militare di Napoli e il successivo 24 maggio 1950 vide la restituzione della bandiera d'istituto nel corso di una cerimonia alla rotonda Diaz, in via Francesco Caracciolo. Nel 1953 la denominazione cambiò di nuovo nella definitiva Scuola militare "Nunziatella".
L'esperienza del pericolo di soppressione aveva segnato profondamente gli ex allievi che nel marzo 1950 si costituirono in associazione, con presidente il generale Silvio Brancaccio e segretario l'avvocato Raffaele Girolamo Maffettone; lo scopo dell'associazione, secondo lo statuto, è di "tener vivo lo spirito e le tradizioni della Nunziatella seguendone le iniziative di qualsiasi genere". La prima attività dell'associazione fu organizzare un grande raduno di tutti gli ex allievi in occasione del giorno di fondazione della Scuola: tale raduno, avvenuto il tra il 17 e il 18 novembre 1955, vide la presenza di più di mille partecipanti. Quello del 1955 fu il passo d'inizio di una consolidata tradizione di presenza degli ex allievi al giuramento dei cadetti, occasione che assunse particolare solennità il 18 novembre 1987 quando la Nunziatella compì i 200 anni dalla fondazione.
Messi alle spalle gli eventi bellici gli ex allievi della Nunziatella hanno continuato a ricoprire ruoli importanti nella vita militare e civile del paese. Tra il 1969 e il 2025 ben diciotto dei vice comandanti generali dell'Arma dei carabinieri (Vittorio Fiore, Attilio Boldoni, Vito De Sanctis, Michele Vendola, Paolo Bruno Di Noia, Virgilio Chirieleison, Ermanno Vallino, Goffredo Mencagli, Giorgio Piccirillo, Michele Franzé, Carlo Gualdi, Antonio Ricciardi, Vincenzo Coppola, Riccardo Amato, Enzo Bernardini, Salvatore Luongo, Mario Cinque, Marco Minicucci) sono stati ex allievi della Nunziatella. Giovanni Nistri e Salvatore Luongo sono stati invece Comandanti generali dei Carabinieri, mentre Pietro Serino è stato Capo di Stato Maggiore dell'Esercito.
Altri ex-allievi hanno occupato i vertici dei servizi di sicurezza, nell'ambito dei quali Ettore Musco è stato direttore del Servizio informazioni forze armate; Giuseppe Cucchi e Gennaro Vecchione sono stati direttore generale del Dipartimento delle informazioni per la sicurezza, Mario Cinque vicedirettore; Mario Parente il direttore generale dell'Agenzia informazioni e sicurezza interna (AISI) ; Angelo Agovino e Luigi Della Volpe vicedirettore generale dell’Agenzia informazioni e sicurezza esterna e Carlo De Donno dell'AISI.
Nel 2001 quasi tutti i vertici delle Forze Armate sono stati occupati da ex allievi: Rolando Mosca Moschini, già comandante generale della Guardia di Finanza, e futuro presidente del European Union Military Committee (EUMC), capo di stato maggiore della difesa; Sandro Ferracuti, capo di Stato maggiore dell'Aeronautica Militare; Umberto Guarnieri, capo di Stato maggiore della Marina Militare ed Alberto Zignani, comandante generale della Guardia di Finanza. Oltre ai già citati Mosca Moschini e Zignani, Renato Lodi è stato altresì comandante generale della Guardia di finanza; e Angelo Ferraro, Pietro Sgarlata, Vito Bardi e Filippo Ritondale ne sono stati Vicecomandanti.
Nella vita civile si sono affermati in particolare Ettore Pancini, fisico insigne, più volte candidato al Premio Nobel per la scoperta del muone; Ettore Gallo, presidente della Corte costituzionale; Edmondo Cirielli, viceministro degli Esteri; Bruno Siclari, primo procuratore nazionale antimafia; Sergio Piazzi, segretario generale dell'Assemblea parlamentare del Mediterraneo; Claudio Azzolini, vice presidente dell'Assemblea parlamentare del Consiglio d'Europa; Arturo Parisi, discendente di Giuseppe Parisi e ministro della Difesa; Eugenio Barba, uno dei maggiori intellettuali europei e vincitore del premio Sonning; Stefano Dubay, vincitore del Premio Oscar al miglior film d'animazione 2014 come membro del team artistico di Frozen - Il regno di ghiaccio; nonché dell'edizione del 2015 per Big Hero 6, per la quale ha realizzato il protagonista Baymax; e il poeta Salvatore Angius, vincitore nel 2015 del Premio internazionale Simón Bolívar, attribuito dall'UNESCO.
Gli ex allievi della Nunziatella sono stati inoltre presenti da protagonisti, come nel passato, in importanti momenti della storia collettiva nazionale: Franco Angioni ha guidato la spedizione italiana in Libano, il primo impegno internazionale dell'Italia al di fuori dei propri confini dopo la seconda guerra mondiale; Francesco Gentile è caduto nella lotta al terrorismo separatista altoatesino; Marco Mattiucci è a sua volta caduto eroicamente a Sarno durante la disastrosa frana del 1998; Sergio De Caprio, più noto come "capitano Ultimo", è l'ufficiale dei carabinieri che ha materialmente catturato Salvatore Riina, il "capo dei capi" di Cosa nostra; Ottavio Oro è stato a capo delle indagini per la cattura del camorrista del clan dei casalesi Giuseppe Setola.
L'anno 2009-10 registra un cambiamento epocale: per la prima volta nella storia le donne sono ammesse alla Nunziatella. Il 21 novembre 2009 le prime 7 allieve della Scuola Militare hanno preso parte alla cerimonia del giuramento, mentre era comandante il col. Filippo Troise (corso 1980-83). Negli anni seguenti il numero delle allieve è andato via via aumentando, all’inizio con 15 posti riservati su 80, e successivamente senza alcun limite.
Il 5 agosto 2014 gli ex-allievi Riccardo Innocenti (corso 1984-87) e Giuseppe Battaglia (corso 1985-88) hanno asceso per la prima volta in assoluto una vetta di 5.376 m. del massiccio del Karakorum in Pakistan, battezzandola "Nunziatella Peak".
Nella storica giornata del 15 novembre 2014, alla presenza del ministro dell'Interno Angelino Alfano, del ministro della difesa Roberta Pinotti, del sindaco di Napoli Luigi De Magistris e del presidente dell'Associazione Nazionale ex Allievi Alessandro Ortis, è stato firmato un accordo che ha sancito il passaggio alla Nunziatella del complesso del Gran Quartiere di Pizzofalcone, nato come caserma dei granatieri della Guardia Regia nel XIX secolo, e successivamente assegnato alla Polizia di Stato. Tale accordo è di particolare importanza per la Nunziatella, in quanto consente di ampliarne e qualificarne gli spazi, e di aprire la strada al progetto di sua costituzione in Scuola militare Europea.

### La Nunziatella oggi

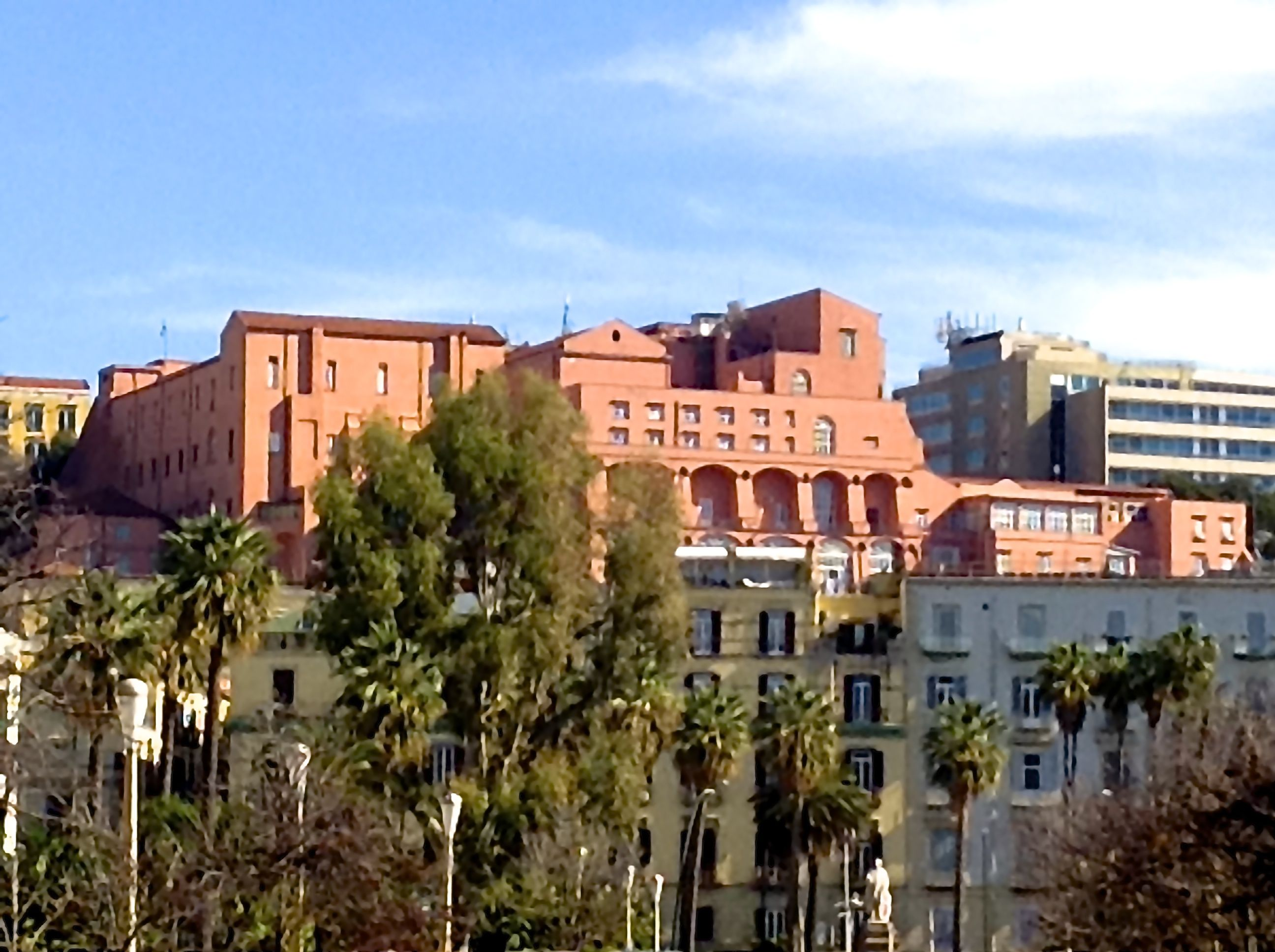
Il complesso della Nunziatella (2014)

La Scuola militare "Nunziatella" può essere frequentata esclusivamente da studenti che abbiano completato il biennio del liceo classico o scientifico. L'ammissione avviene per concorso, che consta di prove mediche, psicoattitudinali, atletiche e di un esame culturale sulle materie oggetto di studio nei primi due anni di scuola superiore. Il ciclo di studi si completa con il conseguimento del relativo diploma di maturità e include, oltre alle materie scolastiche comuni a questi licei, anche dei corsi di formazione finalizzati alla carriera militare.
Le attività militari della scuola vengono svolte nel corso dell'anno attraverso una formazione specifica in "teoria e pratica d'armi", "regolamenti militari" e altre discipline del medesimo ambito. Al termine di ogni anno di corso gli allievi frequentano anche un campo d'arma presso un reparto delle forze armate (ad esempio presso il Centro addestramento alpino di Aosta o il 186º Reggimento paracadutisti "Folgore" di Siena) per acquisire elementi pratici di preparazione al combattimento, che includono la frequenza di sessioni al poligono di tiro con l'arma individuale (fucile Beretta AR 70/90 in dotazione alle forze armate italiane; per le attività di parata viene tuttora utilizzato il fucile M1 Carbine).
Particolarmente ricca è la formazione sportiva, che consente di praticare equitazione, scherma, nuoto, atletica leggera, pugilato, pallacanestro, pallavolo e altri sport. Al 2021, la Nunziatella ha vinto due edizioni dei Giochi Sportivi Interscuole Militari, manifestazione in cui gli allievi delle quattro Scuole militari italiane si misurano su tutti gli sport. Prima del 1996, data di inizio dei Giochi Interscuole, alla Nunziatella si svolgevano i Giochi di Battaglione, che mettevano a confronto gli allievi dei tre anni. In questo ambito, gli allievi Emanuele Davite (corso 1973-77) e Ferdinando Scala (corso 1984-87) sono stati gli unici a vincere la medaglia d'oro nella propria disciplina (judo) durante tutti gli anni di corso. Il corso 1972-75/76 è stato l'unico a vincere i Giochi durante l'intero periodo di frequenza alla Scuola. La Nunziatella ha inoltre vinto nel 1961 i Campionati Militari Italiani di scherma, portando in finale gli allievi Ribetti per la spada; Vischi e Saraceno per il fioretto e il comandante della Scuola Franco Magnani, che fu finalista nella sciabola.
Del pari curata è la formazione extra-scolastica degli allievi, i quali svolgono annualmente un viaggio di istruzione presso reparti militari, città d'arte o località di addestramento sciistico. Tali attività possono svolgersi anche al di fuori del territorio nazionale, attraverso la visita ad istituzioni come la Commissione Europea ed il Parlamento Europeo di Bruxelles, o l'Allied Joint Force Command (JFC) di Brunssum.
Il comandante della scuola (un colonnello dell'Esercito Italiano solitamente con incarichi speciali) è anche il preside e capo dell'istituto. L'assunzione dei docenti avviene per concorso, il cui requisito di base è quello di essere un docente ordinario presso un istituto di scuola superiore.

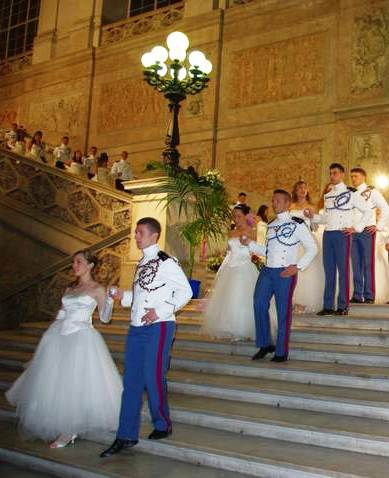
Ballo del 221º corso al palazzo reale di Napoli (2011)

Conseguito il diploma, gli ex allievi possono proseguire la formazione militare facendo domanda di ammissione presso tutte le accademie delle forze armate dove viene riservata loro una quota dei posti a concorso. In alternativa, coloro che non vogliono proseguire la carriera militare possono continuare il proprio iter formativo presso le università. Gli ex allievi si radunano in occasione del giuramento del primo anno di corso della scuola, che avviene solitamente il 18 novembre di ogni anno (anniversario della fondazione), a piazza del Plebiscito a Napoli.
Un evento annuale di grande rilievo è il Ballo di fine corso, negli ultimi anni abbinato al ballo delle debuttanti: si tratta di un evento di forte rilevanza nella vita degli allievi, dato che conclude il ciclo di studi alla Scuola, ed è andato sempre di più assumendo il ruolo di evento mondano per la città di Napoli, tanto da essere regolarmente seguito dai media. Normalmente, per l'evento viene selezionata una sede prestigiosa, quale il palazzo reale di Napoli, la reggia di Caserta, villa Campolieto a Ercolano, il palazzo del Belvedere di San Leucio, il Museo nazionale ferroviario di Pietrarsa o Castel Sant'Elmo.

Il premio Nobel per la Medicina Rita Levi-Montalcini visita la Nunziatella (1990)

Nel 2004 si è tenuto al palazzo reale di Napoli un evento speciale denominato GalaXia I, cioè il raduno di tutti i corsi che quell'anno festeggiavano i dieci anni, o multipli di dieci, dall'entrata alla Scuola; ospite speciale della serata è stato il popolare attore Bud Spencer, i cui padre, zio, nonno e bisnonno erano ex allievi.
La Nunziatella ospita frequentemente personaggi di rilievo, i quali spesso sono invitati a tenere una lectio magistralis in occasione dell'apertura dell'anno accademico. Tra le mura della Scuola sono transitati presidenti della Repubblica italiana come Francesco Cossiga, Sergio Mattarella, Carlo Azeglio Ciampi, Giorgio Napolitano, Premi Nobel come Rita Levi-Montalcini, capitani d'industria come Cesare Romiti, scrittori di successo come Pino Aprile, o sportivi come Pietro Mennea e Perry McCarthy. Periodicamente, inoltre vengono organizzati a cura degli ex allievi incontri con personalità del mondo militare e civile, finalizzate ad orientare le carriere degli allievi dell'ultimo anno.
Presso la scuola ha sede l'Associazione nazionale ex allievi Nunziatella, fondata nel 1950 ad opera dell'avvocato Raffaele Girolamo Maffettone e fino al 2012 sede della redazione napoletana della risorta rivista letteraria Sud, nata per iniziativa dell'ex allievo e scrittore Francesco Forlani, a cui hanno collaborato Roberto Saviano, Antonio Ghirelli, Tiziano Scarpa ed Erri De Luca.

## Riconoscimenti

### Militari
(Mariano d'Ayala, Napoli militare, 1847)
Il 29 novembre 2007 alla Bandiera d'Istituto è stata conferita la Medaglia di Bronzo al Valore dell'Esercito con la seguente motivazione:
Il 17 novembre 2012 alla Bandiera d'Istituto è stata conferita la Croce d'oro al merito dell'Arma dei Carabinieri con la seguente motivazione:
Gli ex-allievi della Nunziatella hanno meritato 38 medaglie d'oro al valor militare, ottenute tra il 1849 e il 2010; 490 medaglie d'argento al valor militare; 414 medaglie di bronzo al valor militare; una medaglia d'oro al valore dell'esercito (2001); due medaglie d’oro al Valor civile (1998, 2019) e una al merito civile (1945).

Il presidente della Repubblica Francesco Cossiga visita la Nunziatella (1992)

Il Presidente della Repubblica Italiana Francesco Cossiga ha inoltre concesso nel 1992 agli allievi della Nunziatella l'onore di fregiare i bottoni dell'uniforme storica con il monogramma R.I. (Repubblica Italiana), identico a quello riportato sulle uniformi dei carabinieri che compongono la guardia d'onore del presidente. La motivazione dell'onore concesso è contenuta nelle parole dello stesso Cossiga:
(Francesco Cossiga, 18 novembre 1989)
.
Gli allievi della Nunziatella portano sul chepì della propria divisa storica da libera uscita il numero "1", a indicare l'appartenenza al primo battaglione d'Italia. In coerenza con tale status, tradizionalmente essi aprono l'annuale sfilata delle forze armate del 2 giugno a Roma in occasione della Festa della Repubblica Italiana.
Gli allievi delle accademie militari, e gli ufficiali delle forze armate che abbiano frequentato la Nunziatella hanno infine l'obbligo di portare sulla propria divisa uno speciale distintivo triangolare azzurro, bordato di rosso e recante la scritta "Scuola militare Nunziatella", al centro del quale è riportato il chepì dell'uniforme storica indossata dagli allievi per le attività di libera uscita e di parata.

### Civili
La Nunziatella è stata insignita dei seguenti riconoscimenti internazionali come istituto:
- Patrimonio storico e culturale dei Paesi del Mediterraneo con la seguente motivazione: "Per il ruolo svolto negli ultimi tre secoli nel settore dell'alta formazione, quale motore accademico, sociale ed economico per l'Italia e per tutti i Paesi del Mediterraneo ad essa legati".
- Premio Mediterraneo istituzioni 2012 con la seguente motivazione: "Per aver preparato da 225 anni generazioni di Giovani alla “Vita e alle Armi”, costituendo un patrimonio immateriale dell'Umanità radicato nella storia e nella vita della Città di Napoli e dell'Italia. La Scuola militare Nunziatella rappresenta un'eccellenza educativa nel Mediterraneo e nel Mondo che pone l'Etica ed un sistema di Valori al centro della formazione dei giovani, destinati ad assumere un ruolo essenziale nella vita sociale del futuro".

Alla Nunziatella è stata donata il 13 dicembre 2012 la campana del Dovere su iniziativa della Provincia di Latina: la campana è stata realizzata dalla Pontificia fonderia di campane Marinelli in ricordo e riconoscimento di Enrico Cosenz, ex allievo e primo capo di Stato maggiore del Regio Esercito, nato a Gaeta. Il manufatto è istoriato con scene della difesa di Venezia, cui Cosenz partecipò con l'altro ex allievo Guglielmo Pepe e con Daniele Manin; essa reca inoltre lo stemma e il motto della scuola e quello della Provincia di Latina.
Il 7 dicembre 2022, la Nunziatella riceve dall'Accademia Bonifaciana di Anagni, su proposta del rettore Sante De Angelis, il Premio Internazionale Bonifacio VIII "...per una cultura della Pace..." (XX edizione).

## Stemma
La blasonatura ufficiale dello stemma è la seguente:
Il nastro d'oro, sotto lo scudo su lista bifida, reca il motto Preparo alla vita ed alle armi.

### Simbologia
Oro e rosso sono i colori della città di Napoli e il cavallo inalberato nero si riferisce del pari ad essa. La banda azzurra con i tre gigli d'oro si riferisce ai Borbone di Napoli, fondatori della Scuola. Il braccio armato di daga sul libro aperto si riferisce al motto della Scuola.

## I motti della Nunziatella
Il motto araldico è per qualunque istituto o unità militare il segno e la cifra della propria identità, insieme con lo stemma; il variare dei motti della Nunziatella consente inoltre di rilevare le variazioni storiche e culturali che la società subiva nei singoli periodi:
- 1787-1805 e 1816-1860 - Arma, viri, ferte arma: il motto, utilizzato nel periodo borbonico, è tratto dall'Eneide di Virgilio (Verg. Aen. 2, 668); il verso completo nell'originale classico (Arma, viri, ferte arma; vocat lux ultima victos, "Le armi, o uomini, portate le armi; l'ultima luce chiama i vinti") è pronunciato da Enea dopo aver assistito alla strage compiuta da Pirro nel palazzo di Priamo ed è a tutti gli effetti un invito a morire sul posto con le armi in pugno.
- 1806-1815 - Multos labores, magni meritis: il motto, utilizzato nel breve periodo murattiano, non ha apparentemente origine da alcuna opera classica, ma si richiama alla stretta connessione tra le fatiche da affrontare e i meriti che ne conseguono.
- 1861-1931 - Et pace et bello: il motto ("In pace e in guerra"), utilizzato nel primo periodo postunitario fino ad alcuni anni prima della seconda guerra mondiale, costituisce in effetti la prima espressione della vocazione della Nunziatella come fucina non solo di ufficiali ma anche di cittadini; curiosa l'assonanza del motto con il titolo del romanzo epico Guerra e pace di Lev Tolstoj, che però fu pubblicato solo nel 1865 e quindi non ha alcuna connessione con il motto, introdotto nel 1861.
- 1932-1944 - Victoriæ regem dedit: il motto ("Diede il Re della Vittoria"[N 13]) fu concesso dal Re Vittorio Emanuele III, ex-allievo della Scuola, come diretto riconoscimento del ruolo della Nunziatella nella sua formazione.
- 1945-oggi - Preparo alla vita ed alle armi: l'ultimo motto, subentrato dopo la seconda guerra mondiale e l'instaurazione della Repubblica Italiana, risponde invece da un lato alla necessità di eliminare dalle istituzioni repubblicane ogni riferimento alla monarchia, dall'altro recupera con altre parole il motto Et pace et bello, riaffermando ancora una volta l'identità della Nunziatella come istituto di formazione sia militare che civile.

Accanto a quello ufficiale, esistono anche altri due motti informali, legati a due luoghi della Scuola: nella parete di fondo dell'Aula Magna è riportato il motto "Essere più che sembrare", traduzione della frase «Esse quam videri» proveniente dal capitolo 98 del De amicitia di Marco Tullio Cicerone; sotto il grande orologio della Scuola, posto sul pianerottolo del primo piano, è invece riportato il motto "Il perder tempo a chi più sa più spiace", proveniente dal III Canto del Purgatorio della Divina Commedia di Dante Alighieri.

Il Classico B del Corso 1960-63, che per primo adottò il motto «Hic sunt leones».

Anche le cinque sezioni (due di liceo classico e tre di liceo scientifico) in cui è suddiviso l'ordinamento degli studi alla Nunziatella hanno un proprio motto ufficiale:
- Classico A - Über alles ("Sopra tutto"), mutuato dall'incipit dell'inno Das Lied der Deutschen nel suo significato storico, secondo cui l'unità della Patria deve essere il primo pensiero di ognuno.
- Classico B - Hic sunt leones ("Qui ci sono i leoni" o "Qui c'è pericolo"), frase che veniva riportata sulle cartografie della Roma antica per indicare regioni inesplorate e pericolose del mondo; il motto fu introdotto il 16 marzo 1962 dall'allievo Ernesto De Pascalis (corso 1960-63).
- Scientifico A - Docet et imperat ("Insegna e comanda"), traslitterazione del brocardo Lex imperat, non docet.
- Scientifico B - Sturm und Drang ("Tempesta e impeto"), direttamente connesso all'omonimo movimento culturale tedesco.
- Scientifico C - We Are the Champions ("Noi siamo i campioni"), motto di recente acquisizione, mutuato dall'omonimo pezzo dei Queen che ha sostituito il dantesco Che solo amore e luce ha per confine (Divina Commedia, Paradiso, Canto XXVIII)

## Il santo protettore

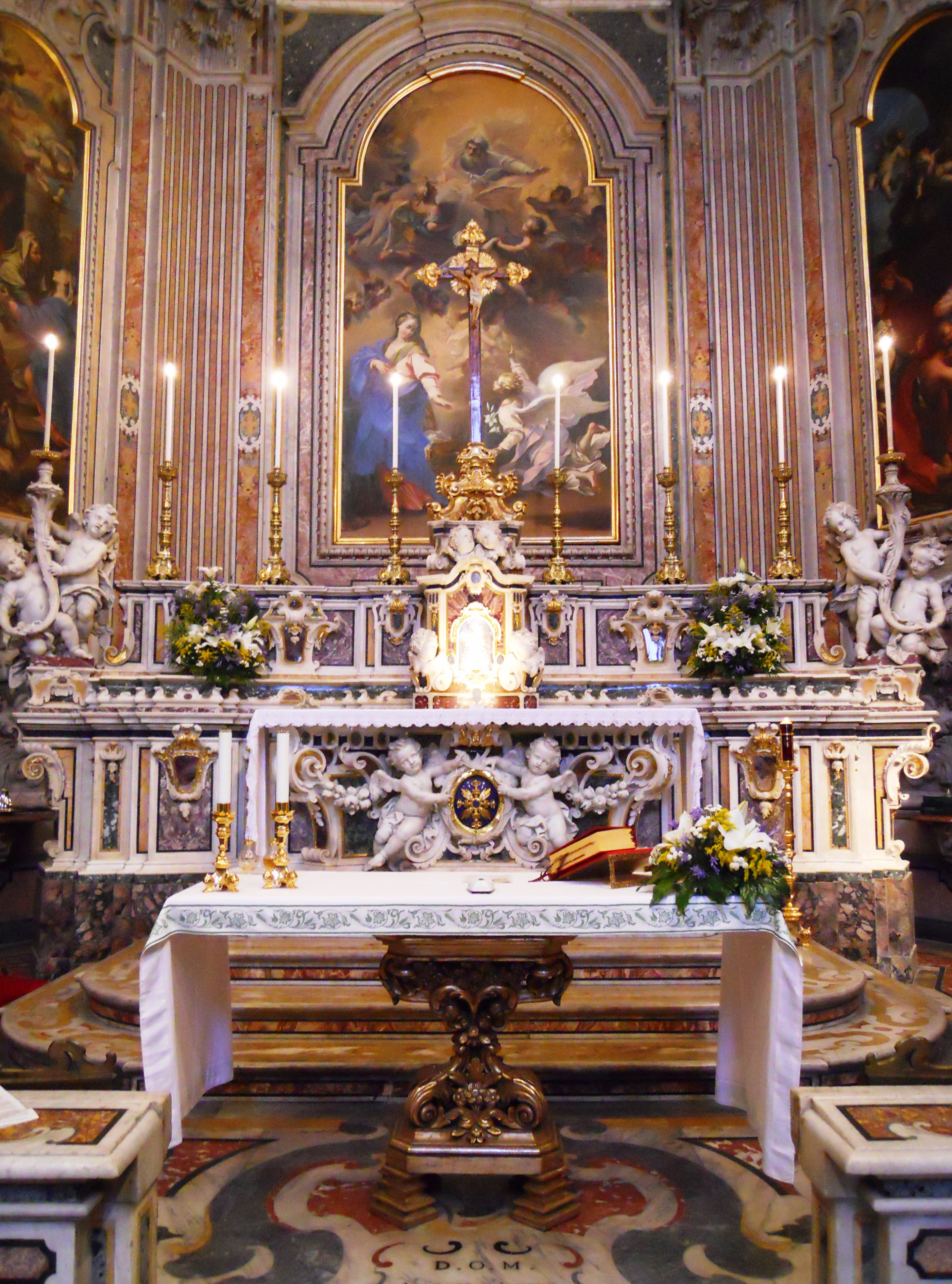
La chiesa della Nunziatella (2012). Sull'altare, l'Annunciazione di Ludovico Mazzanti

Il patrono ufficiale della Scuola militare Nunziatella è la Madonna dell'Annunziata cui è dedicata la chiesa da cui l'istituto ha preso il nome; tuttavia, negli anni 1960 le si è aggiunto san Crispino, omonimo del frate gesuita il cui fantasma, secondo la leggenda, si aggirerebbe nei sotterranei della scuola. I riti interni connessi a tale mito sono fatti risalire a un evento luttuoso il cui ricordo viene ancora oggi celebrato come parte del retaggio dell'istituto: secondo quanto viene tramandato, la notte di san Crispino un allievo morì alla Nunziatella e in sua memoria il santo patrono di quel giorno è stato adottato come protettore degli allievi; le fonti storiche individuano nel figlio del generale Giosuè Ritucci, entrato alla Nunziatella da un solo anno, lo sfortunato protagonista di questo episodio. Gli allievi ancora oggi ricordano l'avvenimento con un segno di rispetto formale (il primo letto dell'infermeria non viene mai occupato) e con la celebrazione di un rito di ricordo il 25 ottobre.
Secondo un'altra interpretazione, la scelta di san Crispino ha origini letterarie e farebbe riferimento al sentimento di particolare fratellanza e uguaglianza, a prescindere dalla provenienza sociale, che si sviluppa tra gli allievi: si alluderebbe infatti alle parole che William Shakespeare fa pronunciare nel suo dramma storico ad Enrico V d'Inghilterra subito prima della battaglia di Azincourt.
da questo giorno alla fine del mondo non passeranno più la loro festa

senza che insieme a loro non s'abbia a ricordarsi anche di noi;

di questi noi felicemente pochi,

di questa nostra banda di fratelli:

perché chi oggi verserà il suo sangue sarà per me per sempre mio fratello

e, per quanto sia umile di nascita, questo giorno lo nobiliterà»

## Il polo museale
L'edificio della Nunziatella racchiude in sé anche tre importanti musei, a testimonianza della profonda tradizione storica e culturale dell'istituzione. Nel Museo Duca d'Aosta sono raccolti decorazioni, armi, bandiere, cimeli storici e oggetti personali appartenuti a Emanuele Filiberto di Savoia-Aosta, detto il "Duca Invitto", padre dell'ex allievo Amedeo di Savoia-Aosta e figura di spicco della prima guerra mondiale. Nel Museo di scienze è invece conservata una vasta collezione di minerali e campioni animali e vegetali, nonché una notevole quantità di strumenti antichi, originariamente acquistati per il laboratorio di fisica dal benemerito insegnante e comandante della Scuola Giuseppe Saverio Poli.
Il 16 giugno 2012 è stato infine inaugurato il museo della Fondazione Nunziatella Onlus che raccoglie e ordina in un percorso storico dalle origini dell'istituzione a oggi numerosi oggetti donati da ex allievi. Il museo è curato da Giuseppe Catenacci, storico e Presidente Onorario dell'Associazione Nazionale ex allievi Nunziatella.

## Comandanti e personalità di rilievo
Nei suoi oltre due secoli di storia la Nunziatella ha avuto tra i propri allievi numerose personalità del mondo politico, militare, culturale e professionale italiano e internazionale. Oltre a quanti già ricordati, notevoli sono l'inventore Francesco Sponzilli, uno dei precursori della radio; l'economista Enrico Barone, padre della teoria della produttività marginale; il progettista Mario Revelli di Beaumont; l'ingegnere Gennaro De Matteis, costruttore del Palazzo dei Marescialli; il fisico Ettore Pancini, che contribuì alla scoperta del muone e fu più volte candidato al Premio Nobel per la fisica; il matematico Adalberto Orsatti.
Numerose personalità del mondo culturale hanno insegnato alla Nunziatella, contribuendo in maniera decisiva allo sviluppo degli allievi. Fra tutti sono di spessore Federico Zuccari, fondatore dell'Osservatorio astronomico di Capodimonte; E. A. Mario, autore de La canzone del Piave; Luigi Russo, direttore della Scuola Normale Superiore di Pisa. La Nunziatella ha avuto, al 2025, 83 comandanti, tra cui numerosi ex allievi e personalità della vita civile italiana, tra cui Luigi Chatrian, membro dell'Assemblea Costituente.

## Galleria d'immagini

### Personalità alla Nunziatella

18 novembre 1937 - Vittorio Emanuele III visita la Nunziatella.
Umberto II d'Italia alla Nunziatella (1945). In secondo piano, il comandante Oliviero Prunas.
Il presidente della Repubblica Sandro Pertini riceve lo spadino della Nunziatella (1983).
L'amministratore delegato della FIAT Cesare Romiti visita la Nunziatella (16 ottobre 1992)[168].
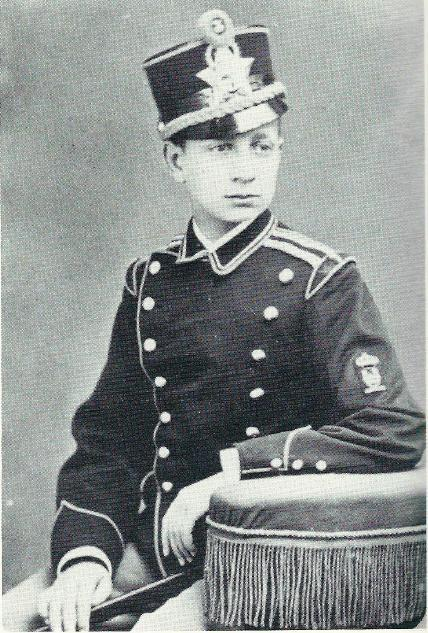
Allievo caposcelto della Scuola militare Nunziatella di Napoli.

### Annotazioni
1. ↑  La marchesa, sorella del gesuita Giovanni de Mendoza, fece una donazione di 24.666,66 ducati; di questi, 8.000 furono destinati all'acquisto e adattamento del preesistente palazzo Polignano, e 16.666,66 al mantenimento dei novizi. Cfr. Marco Autore, Michele D'Aria, La Nunziatella. Ampliamenti e ristrutturazioni dal XVI al XIX secolo, Università degli Studi di Napoli "Federico II", 1997.
2. ↑  La donazione fu di 19.500 ducati, suddivisi in dodici anni. Cfr. Marco Autore, Michele D'Aria, La Nunziatella. Ampliamenti e ristrutturazioni dal XVI al XIX secolo, Università degli Studi di Napoli "Federico II", 1997.
3. ↑  Il quale ebbe parte nella Rivoluzione siciliana del 1848. Cfr. Sandro Castronuovo, Storia della Nunziatella, pag. 74. Napoli, Fausto Fiorentino, 1970.
4. ↑  Giuseppe Campanelli con i figli Eugenio, Felice ed Arturo in divisa da allievi della Nunziatella (circa 1857). Campanelli fu gratuitamente allievo della Nunziatella dal 1823 al 1832, e successivamente fu uno degli artefici delle Officine di Pietrarsa. Durante l'invasione piemontese del Regno delle Due Sicilie, combatté strenuamente nella fortezza di Capua, ritirandosi poi a vita privata.
5. ↑  «Ho incontrato stasera su una batteria un sottotenente di 15 o 16 anni che serviva ai pezzi con soli due uomini per quattro cannoni, caricando, puntando e tirando con rabbia. Questo bravo ragazzo si chiama Rossi ed ha un fratello che, come lui, si è distinto durante l'assedio». Cfr. Charles Garnier, Journal du siége de Gaète, pag. 171. Societè Belge de Librarie, Bruxelles, 1861.
6. ↑  De Liguoro emigrò in Austria entrò a far parte dell'esercito e combatté contro i piemontesi nel 1866 durante la battaglia di Custoza.Cfr. Giuseppe Catenacci, Roberto Maria Selvaggi, Paolo di Sangro di Sansevero, dalla Nunziatella a Gaeta - 1860-1861, Associazione nazionale ex allievi Nunziatella, Napoli, 1997.
7. ↑  Entrambi i fratelli emigrarono in Austria e il più giovane divenne poi frate conventuale a Napoli dove morì nel 1924. Cfr. Giuseppe Catenacci, Roberto Maria Selvaggi, Paolo di Sangro di Sansevero, dalla Nunziatella a Gaeta - 1860-1861, Associazione nazionale ex allievi Nunziatella, Napoli, 1997.
8. ↑  Allievo "a piazza franca" del corso 1854. Cfr. Roberto Maria Selvaggi, Nomi e volti di un esercito dimenticato. Grimaldi e C. editore, Napoli.
9. ↑  I fondatori furono: Alberto Pierantoni (corso 1912-15), Italo Simonelli (corso 1924-28), Gustavo Stimolo (corso 1914-17), Mario Rossi (corso 1930-34), Federico Mattei (corso 1923-26), Antonio Di Napoli (corso 1909-12), Raffaele Maffettone (corso 1923-26), Nicola Celentano (corso 1917-20), Tullio Chiariello (corso 1925-28). Cfr. Fondazione dell'Associazione Nazionale Ex-Allievi Nunziatella su http://www.nunziatella.it.
10. ↑  Si tratta degli allievi Dante Argiero, Antonio D'Errico, Pierluigi Simonotti e Domenico Guerrieri, foto scattata nel cosiddetto Cortile Piccolo della Nunziatella.
11. ↑  Si tratta dell'allievo Ferdinando Scala del corso 1984-87, foto scattata davanti al palazzo Piccolomini di Pienza durante il campo d'arma del 1986.
12. ↑  La numerazione originaria delle tre Scuole militari italiane era: Nunziatella, 1 (I durante il periodo fascista); Collegio militare di Roma, 2 (II durante il periodo fascista); Collegio militare di Milano (oggi Teuliè) 3 (III durante il periodo fascista). Con la soppressione della Scuola di Roma, e la recente riapertura di quella di Milano, il numero 2 è passato alla Teuliè.
13. ↑  "Re della Vittoria" fu uno degli appellativi attribuiti a Vittorio Emanuele III di Savoia dopo la vittoria nella prima guerra mondiale.Cfr. Mario Isnenghi, L'Italia del fascio, pag. 203. Giunti editore, 1979.

### Fonti
1. ↑  Catenacci 1999, p. 5.
2. ↑  Il nome Rosso Maniero è attribuito alla Nunziatella dal colore delle sue mura esterne, che la rende visibile e riconoscibile da ogni punto del golfo di Napoli.
3. ↑   Nunziatella La Scuola, su esercito.difesa.it. URL consultato il 3 agosto 2023.
4. ↑   Elio Toscano consigliere di Stato, su quirinale.it.
5. ↑   Riccardo Amato nominato consigliere di Stato, su Il Resto del Carlino, 30 ottobre 2020. URL consultato il 4 novembre 2023.
6. ↑   Conferimento della Croce d'oro al merito dell'arma dei Carabinieri., su napoli.repubblica.it. URL consultato il 16 dicembre 2013 (archiviato dall'url originale il 5 novembre 2013).
7. ↑   Dichiarazione dello status di Patrimonio Storico e Culturale dei Paesi del Mediterraneo, su facebook.com. URL consultato il 16 dicembre 2013.
8. ↑   Premio Cypraea, Albo d'Oro, su associazioneculturale-cypraea.blogspot.it. URL consultato il 16 dicembre 2013.
9. ↑   Premio Mediterraneo Istituzioni, su fondazionemediterraneo.org. URL consultato il 16 dicembre 2013.
10. ↑   Premio Per Sempre Scugnizzo, tra i premiati anche Dario Vassallo, su Il Mattino, 7 dicembre 2022.
11. ↑   Genova: è morto il pittore Gaetano Tanzi, su Liguria Business Journal, 4 gennaio 2017. URL consultato il 20 ottobre 2024.
12. ↑   l'artista Marco Lodola per la Scuola Militare Nunziatella, su YouTube, Nunziatella 1787, 2 ottobre 2017. URL consultato il 20 ottobre 2024.
13. ↑   Statua di 2 metri omaggerà gli allievi della Nunziatella, potrebbe andare nella Metro di Chiaia, su Napoli Fanpage, 12 agosto 2022. URL consultato il 4 ottobre 2023.
14. ↑   Mark Kostabi alla Nunziatella: firmate 236 stampe preziose, su La Repubblica, 2 ottobre 2023. URL consultato il 4 ottobre 2023.
15. ↑   Nunziatella, dopo Sepe ecco l'artista americano Mark Kostabi, su Il Mattino, 4 ottobre 2023. URL consultato il 4 ottobre 2023.
16. ↑   Un'opera di Milo Manara per i 237 anni della Nunziatella, su La Repubblica, 19 ottobre 2024. URL consultato il 20 ottobre 2024.
17. ↑   Un'opera di Milo Manara per i 237 anni della Nunziatella - Napoli Village - Quotidiano di Informazioni Online, su napolivillage.com, 18 ottobre 2024. URL consultato il 20 ottobre 2024.
18. ↑   Scuola Militare Nunziatella Napoli, un'opera di Milo Manara per i 237 anni della scuola, su Il Mattino, 18 ottobre 2024. URL consultato il 20 ottobre 2024.
19. ↑   Un'opera di Milo Manara per i 237 anni della Nunziatella, su NapoliToday. URL consultato il 20 ottobre 2024.
20. ↑   In un film la spedizione Karakorum 2014, su Il Giornale di Rieti, 21 dicembre 2014. URL consultato il 3 giugno 2015 (archiviato dall'url originale il 17 giugno 2015).
21. 1 2  Castronuovo, p. 4.
22. ↑   Rivista marittima (1899) Ministero della Marina, pag. 536., su books.google.it. URL consultato il 16 dicembre 2013.
23. ↑  Castronuovo, pp. 5-6.
24. ↑  Castronuovo, p. 6.
25. ↑  Castronuovo, pp. 7-8.
26. ↑  Castronuovo, pp. 8-10.
27. ↑  Castronuovo, pp. 10-11.
28. ↑  A. Formicola, Portici Militare, p. 29.
29. ↑  A. Formicola, Portici Militare, p. 32.
30. ↑  A. Formicola, Portici Militare, p. 30.
31. ↑  Castronuovo, pp. 11-12.
32. ↑  Castronuovo, pp. 13-14.
33. ↑  Castronuovo, pp. 14-16.
34. ↑  Castronuovo, pp. 19-20.
35. ↑  Castronuovo, pp. 20-21.
36. ↑  Autore e D'Aria, p. 10.
37. ↑  Celano, pp. 78-80.
38. ↑  Sasso, p. 349.
39. ↑  Catello, p. 192.
40. ↑  Napoli e dintorni, p. 282.
41. ↑  Fabbricatore, pp. 1-50.
42. ↑  Galanti, p. 36.
43. ↑  Furet e Richet, p. 213 e ss.
44. ↑  Hacton 1997a, pp. 263-289.
45. ↑  Castronuovo, pp. 33-38.
46. ↑  Duppa, pp. 1-233.
47. ↑  Storia d'Italia, vol.6, pp. 94-101.
48. ↑  Hacton 1997a, pp. 364-369.
49. ↑  Castronuovo, pp. 33-34.
50. ↑  Petromasi, pp. 1-22.
51. ↑  Castronuovo, p. 36.
52. ↑  Hacton 1997a, p. 428.
53. ↑  Castronuovo, p. 37.
54. ↑  Castronuovo, pp. 37-38.
55. 1 2 3 4   Virginio Ilari, La Nunziatella nel "decennio francese" (1806-1815), su scribd.com, 2006.
56. ↑  Romanelli, pp. 171-173.
57. ↑  Castronuovo, pp. 73-75.
58. ↑  Hacton 1997b, p. 193.
59. ↑  Castronuovo, p. 76.
60. ↑  Hacton 1997b, pp. 192-193.
61. ↑  Cataudella, p. 78.
62. ↑  Landucci, p. 99.
63. ↑  De Sanctis, p. 7.
64. ↑  Castronuovo, pp. 93-94.
65. ↑  Catenacci e Selvaggi, pp. 1-303.
66. ↑  Castronuovo, pp. 108-114.
67. ↑   Ferdinando Beneventano del Bosco, in Dizionario biografico degli italiani, Roma, Istituto dell'Enciclopedia Italiana. URL consultato il 16 dicembre 2013.
68. ↑  Catenacci e Di Giovine, p. 1 e ss.
69. 1 2 3 4 5 6 7 8 9 10 11  Catenacci e Selvaggi 1997, pp. 1-36.
70. ↑  Selvaggi e Catenacci, p. 1 e ss.
71. ↑  Di Fiore 2004, p. 46.
72. ↑  Garnier, p. 171.
73. ↑  Selvaggi, p. 157.
74. ↑  Buttà, p. 377.
75. ↑  Di Fiore 2007, p. 155.
76. ↑  Annuario 2008 dell'Associazione nazionale ex-allievi Nunziatella, p. 11.
77. ↑   Testo integrale dell'Atto di Cannes, su realcasadiborbone.it. URL consultato il 20 gennaio 2014 (archiviato dall'url originale il 27 aprile 2015)..
78. ↑  Ricciardi, p. 81.
79. ↑  Lettera di Ferdinando De Luca a Francesco de Sanctis, citata in: Castronuovo, p. 126.
80. ↑  Castronuovo, pp. 126-128.
81. ↑  Atti del Parlamento Italiano, 1861, p. 1432.
82. ↑   Atti parlamentari della Camera dei Deputati, Tipografia E. Botta, 1870,  pp. 1543-1544. URL consultato il 16 dicembre 2013.
83. ↑  Monsagrati et al., pp. 1-271.
84. ↑   Da Messina ad Adua, su messinaierieoggi.it. URL consultato il 16 dicembre 2013 (archiviato dall'url originale il 20 ottobre 2013).
85. ↑  Castronuovo, pp. 143-150.
86. ↑  Castronuovo, pp. 151-153.
87. ↑  Caruso e Merola, p. 28.
88. ↑  Ferdinando Scala (2016) Il caduto dimenticato: la breve Grande Guerra di Federico Mensingher. Associazione Nazionale Ex-Allievi Nunziatella
89. ↑   Enzo Frustaci, DEL SECOLO, Floriano, in Dizionario biografico degli italiani, vol. 38, Roma, Istituto dell'Enciclopedia Italiana, 1990. URL consultato il 20 gennaio 2014.
90. ↑  Castronuovo, pp. 153-156.
91. ↑   Gian Paolo Nitti, BAISTROCCHI, Federico, in Dizionario biografico degli italiani, vol. 5, Roma, Istituto dell'Enciclopedia Italiana, 1963. URL consultato il 16 dicembre 2013.
92. ↑   Federico Baistrocchi senatore dal 1933 al 1944. Scheda biografica sul sito del Senato, su archivionline.senato.it. URL consultato il 16 dicembre 2013 (archiviato dall'url originale il 16 dicembre 2013).
93. ↑   Scheda biografica di Carlo Perris, su senato.it. URL consultato il 16 dicembre 2013.
94. ↑   Scheda biografica di Guido Guidotti, su senato.it. URL consultato il 16 dicembre 2013.
95. ↑   Scheda biografica di Armando Tallarigo, su senato.it. URL consultato il 16 dicembre 2013.
96. ↑  Evans, Hilary; Gjerde, Arild; Heijmans, Jeroen; Mallon, Bill; et al. "Gerardo Conforti Olympic Results". Olympics at Sports-Reference.com. Sports Reference LLC. Archived from the original on 18 April 2020. Retrieved 16 April 2020.
97. 1 2  Catenacci 1995, pp. 1 e ss.
98. ↑   Lo spostamento della Nunziatella a Benevento, su spazioweb.esercito.difesa.it. URL consultato il 20 gennaio 2014.
99. ↑  Caruso e Merola, p. 18.
100. ↑  Stefani, p. 210.
101. ↑   Luigi Pecora - Il via alle "Quattro giornate di Napoli" (PDF), su narrazioni.org. URL consultato il 16 dicembre 2013.
102. ↑  Castronuovo, pp. 164-166.
103. ↑  Caruso e Merola, p. 20.
104. ↑  Catenacci 1995, pp. 8-9.
105. ↑   Le divise della Nunziatella nel secondo dopoguerra, su nunziatella1787.eu. URL consultato il 16 dicembre 2013 (archiviato dall'url originale il 19 ottobre 2013).
106. 1 2  Castronuovo, p. 166.
107. ↑   Fondazione dell'Associazione Nazionale Ex-Allievi Nunziatella, su nunziatella.it. URL consultato il 16 dicembre 2013.
108. ↑   Virginia Piccolillo, Consiglio di Stato: non passano i due avvocati candidati dal governo, in Corriere della Sera, 5 giugno 2020. URL consultato il 6 giugno 2020.
109. ↑   Comunicato stampa del Consiglio dei Ministri n. 82, su www.governo.it, 24 maggio 2024. URL consultato il 24 maggio 2024.
110. ↑   Gabriele Carrer, Chi è Mario Cinque, nuovo vice comandante generale dei Carabinieri, su Formiche.net, 25 novembre 2024. URL consultato il 26 novembre 2024.
111. ↑   Marco Minicucci nuovo Vice Comandante Generale dell’Arma dei Carabinieri, su www.ilmattino.it, 18 aprile 2025. URL consultato il 19 aprile 2025.
112. ↑   Andrea Carli, Luongo è il nuovo Comandante Generale dei Carabinieri, passa il candidato di Crosetto: ecco chi è, su Il Sole 24 ORE, 12 novembre 2024. URL consultato il 12 novembre 2024.
113. ↑  Marco Ludovico, Esercito, il governo nomina Serino generale con la passione dell’Harley. Il Sole 24Ore, 22 febbraio 2021
114. ↑   Del Deo lascia il Dis, arriva il generale Cinque, su la Repubblica, 7 aprile 2025. URL consultato l'8 aprile 2025.
115. ↑  nomine al Cdm: Pansa al Dis, Parente all'Aisi. E Gabrielli diventa capo della Polizia. La Repubblica, 29 aprile 2016[collegamento interrotto]
116. ↑  Nuovi vice dei Servizi Segreti. AGI, accesso il 22 giugno 2019
117. ↑  Conte nomina Massagli e Della Volpe a Aise, De Donno a Aisi. ANSA, accesso il 24 gennaio 2021
118. ↑  Guido Trombetti, Pancini, un fisico lontano dal potere. La Repubblica, 18 dicembre 2015
119. ↑  Team di Frozen - Il regno di ghiaccio
120. ↑  BIG HERO 6: STEFANO DUBAY RACCONTA IL SUO BAYMAX: Movieplayer, accesso il 23 febbraio 2015
121. ↑  Dopo 222 anni la Nunziatella apre alle donne
122. ↑  La conquista del "Nunziatella Peak" Archiviato il 24 settembre 2014 in Internet Archive.
123. ↑   Marco Piscitelli, Nunziatella, festa in piazza Plebiscito: nuovi spazi e progetto europeo. Il Mattino online, 15 novembre 2014., su ilmattino.it. URL consultato il 15 novembre 2014 (archiviato dall'url originale il 29 novembre 2014).
124. ↑   La Nunziatella in viaggio d'istruzione - Esercito Italiano, su www.esercito.difesa.it. URL consultato il 5 febbraio 2023.
125. ↑   Beda Romano, Allievi della Scuola militare Nunziatella in gita a Bruxelles per visitare le istituzioni Ue, su Il Sole 24 ORE, 5 febbraio 2023. URL consultato il 5 febbraio 2023.
126. ↑   Napoli, dalla Nunziatella al Parlamento europeo: allievi in visita a Bruxelles, su www.ilmattino.it, 2 febbraio 2023. URL consultato il 5 febbraio 2023.
127. ↑   Vuolo (Fi), orgogliosa di aver portato la Nunziatella al Pe - Europa, su ANSA.it, 1º febbraio 2023. URL consultato il 5 febbraio 2023.
128. ↑  (EN) Italian Military College, su jfcbs.nato.int. URL consultato il 5 febbraio 2023.
129. ↑   L'offerta formativa alla Nunziatella (PDF), su spazioweb.esercito.difesa.it. URL consultato il 20 gennaio 2013.
130. ↑   Associazione Culturale Nunziatella - Ballo delle debuttanti., su debuttantinunziatella.it. URL consultato il 16 dicembre 2013 (archiviato dall'url originale il 22 ottobre 2013).
131. ↑   Napoli, concerto alla scuola militare "Nunziatella"., su pupia.tv. URL consultato il 16 dicembre 2013 (archiviato dall'url originale il 20 ottobre 2013).
132. ↑   Napoli- La tradizione del Gran Ballo delle debuttanti nei saloni della Nunziatella, su altocasertano.wordpress.com. URL consultato il 16 dicembre 2013.
133. ↑   Nunziatella, festa di fine anno con il ballo delle debuttanti, su corrieredelmezzogiorno.corriere.it. URL consultato il 16 dicembre 2013.
134. ↑   Ballo delle "Debuttanti" nella Reggia di Caserta con i cadetti della Nunziatella che festeggiano il Mak P 100, su cancelloedarnonenews.com. URL consultato il 16 dicembre 2013 (archiviato dall'url originale il 20 ottobre 2013).
135. ↑   Alla Nunziatella, il ballo delle debuttanti, su julienews.it. URL consultato il 16 dicembre 2013 (archiviato dall'url originale il 20 ottobre 2013).
136. ↑   GalaXia I, il Gran Gala della Nunziatella, su napoli.com. URL consultato il 16 dicembre 2013.
137. ↑   Notiziario Associazione Nazionale Nunziatella - sezione Veneto, p. 7 (PDF), su nunziatella.it. URL consultato il 16 dicembre 2013 (archiviato dall'url originale il 24 ottobre 2013)..
138. ↑   Napoli, per Ciampi sei volte l'Inno, su ricerca.repubblica.it. URL consultato il 16 dicembre 2013.
139. ↑   Napolitano e Sergio Mattarella, Campania situazione difficile, su corrieredelmezzogiorno.corriere.it. URL consultato il 16 dicembre 2013.
140. ↑   La Nunziatella si fa spazio, su Difesa Online, 8 aprile 2024. URL consultato l'8 aprile 2024.
141. ↑   L'Associazione Ex-Allievi Nunziatella, su nunziatella.it. URL consultato il 16 dicembre 2013.
142. ↑   La scuola militare Nunziatella nella storia (PDF), su nunziatella.it. URL consultato il 20 gennaio 2014 (archiviato dall'url originale il 28 aprile 2015).
143. ↑  Giuseppe Catenacci, Domenico Orsini, Sergio Sbordone Storia dell'Associazione Nazionale Ex Allievi Nunziatella, pag. 54. Associazione Nazionale Ex Allievi Nunziatella, Napoli 2015
144. ↑  Mario Campagnuolo, Giuseppe Catenacci, Cesare Azan, Raffaele Maffettone La Nunziatella in breve, pag. 3. Associazione Nazionale Nunziatella, Napoli 1990.
145. ↑   Associazione culturale "Il cortile piccolo" - La Nunziatella, su ilcortilepiccolo.it. URL consultato il 10 gennaio 2014 (archiviato dall'url originale il 26 aprile 2013).
146. ↑   "Immagine viva e dinamica del Paese" Napolitano esprime soddisfazione per la riuscita della festa della Repubblica, su tgcom24.mediaset.it. URL consultato il 16 dicembre 2013 (archiviato dall'url originale il 16 dicembre 2013).
147. ↑   Catalogo di distintivi autorizzati per la forza armata - stato maggiore dell'Esercito, Edizione 2012, p. 107 (PDF), su esercito.difesa.it. URL consultato il 16 dicembre 2013.
148. ↑   Alla Nunziatella la 'Campana del Dovere', ANSA, 13 dicembre 2012., su ansa.it. URL consultato il 16 dicembre 2013.
149. ↑  Chiusano, p. 218.
150. ↑  Catenacci 2000, pp. 1-50.
151. ↑   I motti delle classi della Nunziatella, su books.google.it. URL consultato il 16 dicembre 2013.
152. ↑   La celebrazione di S. Crispino (JPG), su cortilepiccolo.com. URL consultato il 16 dicembre 2013.
153. ↑   Discorso di Enrico V ad Agincourt (da Shakespeare), su eaf51.org. URL consultato il 16 dicembre 2013.
154. ↑   Il museo "Duca d'Aosta" alla Nunziatella, su icsm.it. URL consultato il 16 dicembre 2013.
155. ↑  Catenacci 1998, pp. 1-36.
156. ↑   Nunziatella, domani inaugurazione museo realizzato con le donazioni degli ex Allievi, su ilmattino.it. URL consultato il 16 dicembre 2013 (archiviato dall'url originale il 20 ottobre 2013).
157. ↑   Notizia dell'inaugurazione del museo della Fondazione Nunziatella Onlus, su ilmattino.it. URL consultato il 16 dicembre 2013 (archiviato dall'url originale il 4 marzo 2016).
158. ↑  Renato Benintendi. Ettore Pancini - Il ragazzo di Via Giulia. Ed. Cerbone, Napoli, 2023.
159. ↑   Medaglia di bronzo al Valore dell'Esercito alla bandiera della Nunziatella (PDF), su nunziatella.it. URL consultato il 27 settembre 2013 (archiviato dall'url originale il 24 ottobre 2013).
160. ↑   Croce d'oro al merito dell'Arma dei Carabinieri alla bandiera della Nunziatella, su nunziatella1787.eu. URL consultato il 27 settembre 2013 (archiviato dall'url originale il 27 settembre 2013).
161. ↑   Conferimento della Croce d'oro al merito dell'Arma dei Carabinieri, su napoli.repubblica.it. URL consultato il 27 settembre 2013 (archiviato dall'url originale il 1º maggio 2021).
162. ↑  Per l'Ordine Militare di Savoia/d'Italia si usa come referenza: Giuseppe Catenacci, Domenico Orsini, Sergio Sbordone: Storia dell'Associazione Nazionale Ex Allievi Nunziatella, 1991-2015, pag. 4. Le decorazioni posteriori al 2015 sono desunte dal sito della Presidenza della Repubblica.
163. ↑   Le medaglie d'argento al Valor militare della Nunziatella, su regione.basilicata.it. URL consultato il 16 dicembre 2013.
164. ↑  Gleijeses, p. 140.
165. ↑   Medaglia d'oro al valore dell'Esercito al capitano Roberto Como, su francoservello.it, 2002. URL consultato il 27 settembre 2013 (archiviato dall'url originale il 27 settembre 2013).
166. ↑   Medaglia d'oro al valore dell'Esercito al tenente colonnello Raffaele Aruanno, su quirinale.it, 2015. URL consultato il 20 dicembre 2015.
167. ↑   Difesa: alla Nunziatella comincia l'anno scolastico, su adnkronos.com. URL consultato l'11 gennaio 2014.